# Persone di nome Roberto
| Questa pagina contiene informazioni ricavate automaticamente dalle voci biografiche con l'ausilio del template Bio e di un bot. L'aggiornamento è periodico e automatico e ricostruisce completamente la pagina. Se manca una persona in questa lista, sei pregato di non aggiungerla, ma accertati piuttosto che la sua voce biografica contenga il template Bio e che i dati anagrafici siano correttamente compilati. Se il template Bio manca, inseriscilo tu stesso o, in alternativa, metti l'avviso {{tmp\|Bio}} che ne segnala la mancanza. Se i dati riportati sono sbagliati, correggi direttamente la voce biografica; le modifiche saranno visibili in questa lista entro pochi giorni. Per chiarimenti vedi il progetto antroponimi. La lista contiene solo le 1.605 persone che sono citate nell'enciclopedia e per le quali è stato implementato correttamente il template Bio. Pagina aggiornata al 6 ago 2025. |

Questa è una lista di persone presenti nell'enciclopedia che hanno il nome Roberto, suddivise per attività principale.

## Abati(4)
- Roberto di Newminster, abate e santo britannico (Gargrave - Newminster, † 1159)
- Roberto di Molesme, abate e santo francese (Molesme, † 1111)
- Roberto da Salle, abate italiano (Salle - Morrone del Sannio, † 1341)
- Roberto di Torigni, abate e storico normanno (Torigni-sur-Vire - † 1186)

## Agronomi(1)
- Roberto Cavallo, agronomo e saggista italiano (Torino, n. 1970)

## Allenatori di calcio a 5(3)
- Roberto Matranga, allenatore di calcio a 5 e ex giocatore di calcio a 5 italiano (Roma, n. 1969)
- Roberto Menichelli, allenatore di calcio a 5, allenatore di calcio e ex giocatore di calcio a 5 italiano (Roma, n. 1963)
- Roberto Tobe, allenatore di calcio a 5 e ex giocatore di calcio a 5 spagnolo (Madrid, n. 1984)

## Allenatori di hockey su ghiaccio(1)
- Roberto Scelfo, allenatore di hockey su ghiaccio e ex hockeista su ghiaccio italiano (Bolzano, n. 1971)

## Allenatori di hockey su pista(1)
- Roberto Crudeli, allenatore di hockey su pista e ex hockeista su pista italiano (Forte dei Marmi, n. 1963)

## Allenatori di pallacanestro(3)
- Roberto Carmenati, allenatore di pallacanestro e dirigente sportivo italiano (Fabriano, n. 1964)
- Roberto Fioretto, allenatore di pallacanestro italiano (n. 1960)
- Roberto Ricchini, allenatore di pallacanestro italiano (Alessandria, n. 1953)

## Allenatori di pallanuoto(1)
- Roberto Brancaccio, allenatore di pallanuoto e dirigente sportivo italiano (n. 1979)

## Allenatori di pallavolo(5)
- Roberto Checchin, allenatore di pallavolo e ex pallavolista italiano (Dolo, n. 1972)
- Roberto Lavorenti, allenatore di pallavolo italiano (Livorno, n. 1963 - Livorno, † 2021)
- Roberto Masciarelli, allenatore di pallavolo e ex pallavolista italiano (Ancona, n. 1963)
- Roberto Santilli, allenatore di pallavolo italiano (Roma, n. 1965)
- Roberto Serniotti, allenatore di pallavolo italiano (Torino, n. 1962)

## Alpinisti(2)
- Roberto Osio, alpinista italiano (Bellano, n. 1929 - Colico, † 2002)
- Roberto Piantoni, alpinista italiano (Colere, n. 1977 - Shisha Pangma, † 2009)

## Altisti(1)
- Roberto Ferrari, ex altista italiano (Cremona, n. 1967)

## Ammiragli(1)
- Roberto Lubelli, ammiraglio italiano (Serrano, n. 1870 - Lecce, † 1926)

## Annunciatori televisivi(1)
- Roberto Di Palma, annunciatore televisivo italiano

## Antropologi(1)
- Roberto Ferretti, antropologo e pubblicista italiano (Grosseto, n. 1948 - al-Karak, † 1984)

## Arbitri di calcio(9)
- Roberto Bagalini, ex arbitro di calcio italiano (Sant'Elpidio a Mare, n. 1978)
- Roberto Bettin, ex arbitro di calcio italiano (Padova, n. 1953)
- Roberto Bianciardi, ex arbitro di calcio italiano (Siena, n. 1944)
- Roberto García Orozco, arbitro di calcio messicano (Città del Messico, n. 1974)
- Roberto Gera, arbitro di calcio, calciatore e dirigente sportivo italiano (Torino, n. 1894)
- Roberto Moreno Salazar, arbitro di calcio panamense (Colón, n. 1970)
- Roberto Rosetti, ex arbitro di calcio italiano (Torino, n. 1967)
- Roberto Silvera, arbitro di calcio uruguaiano (n. 1971)
- Roberto Terpin, arbitro di calcio italiano (Gorizia, n. 1943 - Trieste, † 1995)

## Arbitri di calcio a 5(1)
- Roberto Monti, ex arbitro di calcio a 5 italiano (Forlì, n. 1959)

## Arbitri di pallacanestro(1)
- Roberto Begnis, ex arbitro di pallacanestro italiano (Crema, n. 1967)

## Archeologi(1)
- Roberto Paribeni, archeologo, storico e museologo italiano (Roma, n. 1876 - Roma, † 1956)

## Architetti(15)
- Roberto Berardi, architetto e urbanista italiano (Milano, n. 1937 - Firenze, † 2008)
- Roberto Cacciari, architetto italiano (Bologna, n. 1882 - Bologna, † 1934)
- Roberto Calandra, architetto italiano (Messina, n. 1915 - Palermo, † 2015)
- Roberto Cecchi, architetto italiano (Firenze, n. 1949)
- Roberto Gabetti, architetto, urbanista e teorico dell'architettura italiano (Torino, n. 1925 - Torino, † 2000)
- Roberto Gottardi, architetto italiano (Venezia, n. 1927 - L'Avana, † 2017)
- Roberto Luciani, architetto, archeologo e giornalista italiano (Roma, n. 1951)
- Roberto Mango, architetto e designer italiano (n. 1920 - † 2003)
- Roberto Mariani, architetto italiano (Pisa, n. 1938 - Pisa, † 2001)
- Roberto Menghi, architetto e designer italiano (Milano, n. 1920 - Milano, † 2006)
- Roberto Morisi, architetto italiano (Venezia, n. 1926 - Milano, † 2019)
- Roberto Narducci, architetto e ingegnere italiano (Roma, n. 1887 - Roma, † 1979)
- Roberto Paoli, architetto e designer italiano (Ancona)
- Robby Scodnik, architetto e designer italiano (Trieste, n. 1938 - Genova, † 2010)
- Roberto Segoni, architetto e designer italiano (Firenze, n. 1942 - Firenze, † 2002)

## Architetti del paesaggio(1)
- Roberto Burle Marx, architetto del paesaggio, artista e ambientalista brasiliano (San Paolo, n. 1909 - Rio de Janeiro, † 1994)

## Arcivescovi(1)
- Roberto di Strigonio, arcivescovo francese (Liegi - Esztergom, † 1239)

## Arcivescovi cattolici(6)
- Roberto Carboni, arcivescovo cattolico italiano (Scano di Montiferro, n. 1958)
- Roberto di Courtenay, arcivescovo cattolico francese († 1324)
- Roberto Octavio González Nieves, arcivescovo cattolico portoricano (Elizabeth, n. 1950)
- Roberto Ronca, arcivescovo cattolico italiano (Roma, n. 1901 - Roma, † 1977)
- Roberto José Tavella, arcivescovo cattolico argentino (Concordia, n. 1893 - Salta, † 1963)
- Roberto Visconti, arcivescovo cattolico italiano (Pogliano Milanese - Milano, † 1361)

## Artisti(3)
- Roberto Caracciolo, artista italiano (New York, n. 1960)
- Roberto Ciaccio, artista italiano (Roma, n. 1951 - Milano, † 2014)
- Roberto Malquori, artista italiano (Castelfiorentino, n. 1929 - Castelfiorentino, † 2025)

## Artisti marziali(1)
- Roberto Fassi, artista marziale italiano (Roma, n. 1935 - Varese, † 2014)

## Assassini seriali(1)
- Roberto Succo, serial killer italiano (Venezia, n. 1962 - Vicenza, † 1988)

## Astrofisici(1)
- Roberto Capuzzo Dolcetta, astrofisico italiano (Milano, n. 1953)

## Astronauti(1)
- Roberto Vittori, astronauta italiano (Viterbo, n. 1964)

## Astronomi(2)
- Roberto Barbon, astronomo italiano (Addis Abeba, n. 1938)
- Roberto Haver, astronomo italiano (n. 1961)

## Atleti paralimpici(1)
- Roberto La Barbera, atleta paralimpico italiano (Alessandria, n. 1967)

## Attivisti(1)
- Roberto Capone, attivista e terrorista italiano (Milano, n. 1954 - Patrica, † 1978)

## Attori pornografici(1)
- Roberto Malone, ex attore pornografico italiano (Torino, n. 1956)

## Attori teatrali(2)
- Roberto Gandini, attore teatrale, regista teatrale e drammaturgo italiano (Genova, n. 1957)
- Roberto Sturno, attore teatrale italiano (Roma, n. 1946 - Tagliacozzo, † 2023)

## Autori di giochi(1)
- Roberto Di Meglio, autore di giochi italiano (Pisa, n. 1966)

## Aviatori(2)
- Roberto Curilovic, aviatore argentino (n. 1948)
- Roberto Maretto, aviatore italiano (Cadoneghe, n. 1892 - Padova, † 1942)

## Avvocati(6)
- Roberto Cassinelli, avvocato, giurista e politico italiano (Genova, n. 1956)
- Roberto Freire, avvocato e politico brasiliano (Recife, n. 1942)
- Roberto Jouvenal, avvocato italiano (Luserna San Giovanni, n. 1921 - Torino, † 1988)
- Roberto Paggini, avvocato e politico italiano (Livorno, n. 1940)
- Roberto Supino, avvocato e politico italiano (Pisa, n. 1904 - † 1987)
- Roberto Veratti, avvocato e partigiano italiano (Milano, n. 1902 - Milano, † 1943)

## Banchieri(3)
- Roberto Calvi, banchiere italiano (Milano, n. 1920 - Londra, † 1982)
- Roberto Mazzotta, banchiere e politico italiano (Milano, n. 1940)
- Roberto Rosone, banchiere italiano (Milano, n. 1928 - Paderno Dugnano, † 2010)

## Baritoni(3)
- Roberto Coviello, baritono italiano (Potenza, n. 1955 - Milano, † 2024)
- Roberto Frontali, baritono italiano (Roma, n. 1958)
- Roberto De Candia, baritono italiano (Molfetta, n. 1968)

## Bassi(1)
- Roberto Scandiuzzi, basso italiano (Maserada sul Piave, n. 1958)

## Bassi-baritoni(1)
- Roberto Nencini, basso-baritono italiano (Grosseto, n. 1962)

## Bassisti(3)
- Roberto Costa, bassista, arrangiatore e tecnico del suono italiano (Bologna, n. 1955)
- Roberto Drovandi, bassista, compositore e produttore discografico italiano (Gattinara, n. 1965)
- Robert Trujillo, bassista statunitense (Santa Monica, n. 1964)

## Batteristi(5)
- Roberto Dani, batterista e compositore italiano (Vicenza, n. 1969)
- Roberto Gatto, batterista italiano (Roma, n. 1958)
- Roberto Gualdi, batterista italiano (Savona, n. 1967)
- Roberto Pellati, batterista italiano (Casalgrande, n. 1965)
- Roberto Spizzichino, batterista, artigiano e artista italiano (Roma, n. 1944 - Pescia, † 2011)

## Biologi(3)
- Roberto Danovaro, biologo italiano (Genova, n. 1966)
- Roberto Galli, biologo, micologo e giornalista italiano (Milano, n. 1954)
- Roberto Marchetti, biologo italiano (Candia Lomellina, n. 1930 - Milano, † 1995)

## Bobbisti(5)
- Roberto D'Amico, bobbista italiano (Cortina d'Ampezzo, n. 1961)
- Roberto Pompanin, bobbista italiano (Cortina d'Ampezzo, n. 1957)
- Roberto Porzia, bobbista italiano (Roma, n. 1951)
- Roberto Siorpaes, bobbista italiano (n. 1964)
- Roberto Zandonella, bobbista italiano (Comelico Superiore, n. 1944)

## Botanici(1)
- Roberto de Visiani, botanico, naturalista e letterato italiano (Sebenico, n. 1800 - Padova, † 1878)

## Canoisti(1)
- Roberto Colazingari, canoista italiano (Subiaco, n. 1993)

## Canottieri(2)
- Roberto Romanini, ex canottiere italiano (Torino, n. 1966)
- Roberto Vestrini, canottiere italiano (Livorno, n. 1908 - Livorno, † 1967)

## Cantanti(17)
- Roberto Balocco, cantante italiano (Torino, n. 1941)
- Carlos Baute, cantante, conduttore televisivo e attore venezuelano (Caracas, n. 1974)
- Roberto Bellarosa, cantante belga (Wanze, n. 1994)
- Roberto Blanco, cantante, attore e showman cubano (Tunisi, n. 1937)
- Roberto Boribello, cantante, compositore e produttore discografico italiano (Vicenza, n. 1961)
- Roberto Carlos Braga, cantante e attore brasiliano (Cachoeiro de Itapemirim, n. 1941)
- Roberto Ciaramella, cantante e attore teatrale italiano (Napoli, n. 1887 - Napoli, † 1961)
- Bobby Farrell, cantante, ballerino e disc jockey olandese (San Nicolaas, n. 1949 - San Pietroburgo, † 2010)
- Roberto Fia, cantante e compositore italiano (Roma, n. 1943)
- Roberto Frejat, cantante, compositore e chitarrista brasiliano (Rio de Janeiro, n. 1962)
- Roberto Goyeneche, cantante argentino (Saavedra, n. 1926 - Buenos Aires, † 1994)
- Roberto Leal, cantante, musicista e showman portoghese (Macedo de Cavaleiros, n. 1951 - San Paolo, † 2019)
- Roberto Meloni, cantante e showman italiano (Ozieri, n. 1977)
- Little Bob, cantante italiano (Alessandria, n. 1945)
- Savage, cantante, compositore e produttore discografico italiano (Massa, n. 1956)
- Roberto Silva, cantante e compositore brasiliano (Rio de Janeiro, n. 1920 - Rio de Janeiro, † 2012)
- Roberto Tiranti, cantante e bassista italiano (Genova, n. 1973)

## Cantautori(16)
- Roberto Amadè, cantautore italiano (Vercelli, n. 1982)
- Roberto Angelini, cantautore e chitarrista italiano (Roma, n. 1975)
- Freak Antoni, cantautore, scrittore e attore italiano (Bologna, n. 1954 - Bentivoglio, † 2014)
- Roberto Bignoli, cantautore italiano (Novara, n. 1956 - Garbagnate Milanese, † 2018)
- Juri Camisasca, cantautore, pittore e attore italiano (Melegnano, n. 1951)
- Roberto Carrino, cantautore italiano (Nardò, n. 1953)
- Roberto Casalino, cantautore, paroliere e compositore italiano (Avellino, n. 1979)
- Dellera, cantautore e polistrumentista italiano (n. 1968)
- Roberto Ferri, cantautore, paroliere e scrittore italiano (Bologna, n. 1947 - Bologna, † 2022)
- Roberto Kunstler, cantautore e paroliere italiano (Roma, n. 1960)
- Roberto Murolo, cantautore, chitarrista e attore italiano (Napoli, n. 1912 - Napoli, † 2003)
- Bobo Rondelli, cantautore italiano (Livorno, n. 1963)
- Anonimo Italiano, cantautore italiano (Roma, n. 1963)
- Roberto Soffici, cantautore italiano (Pola, n. 1946)
- Bobby Solo, cantautore e chitarrista italiano (Roma, n. 1945)
- Roberto Vecchioni, cantautore, paroliere e scrittore italiano (Carate Brianza, n. 1943)

## Cardinali(7)
- Roberto Pucci, cardinale italiano (Firenze, n. 1463 - Roma, † 1547)
- Roberto Repole, cardinale, arcivescovo cattolico e teologo italiano (Torino, n. 1967)
- Roberto Giovanni F. Roberti, cardinale italiano (Monte San Giusto, n. 1788 - Roma, † 1867)
- Roberto da Parigi, cardinale e diplomatico francese (Parigi - † 1119)
- Roberto Tucci, cardinale italiano (Napoli, n. 1921 - Roma, † 2015)
- Roberto Ubaldini, cardinale e vescovo cattolico italiano (Firenze, n. 1581 - Roma, † 1635)
- Roberto de' Nobili, cardinale italiano (Montepulciano, n. 1541 - Roma, † 1559)

## Cavalieri(2)
- Roberto Arioldi, cavaliere italiano (Monza, n. 1955)
- Roberto Rotatori, cavaliere italiano (Milano, n. 1967)

## Cestisti(41)
- Roberto Acuña, cestista argentino (Rafaela, n. 1990)
- Bobby Álvarez, ex cestista portoricano (San Juan, n. 1955)
- Roberto Amaro, ex cestista cubano (n. 1969)
- Roberto Bergersen, ex cestista statunitense (Washington, n. 1976)
- Roberto Brunamonti, ex cestista, allenatore di pallacanestro e dirigente sportivo italiano (Spoleto, n. 1959)
- Roberto Bullara, cestista italiano (Pordenone, n. 1964)
- Roberto Casoli, ex cestista e allenatore di pallacanestro italiano (Reggio Emilia, n. 1972)
- Roberto Castellano, ex cestista e allenatore di pallacanestro italiano (Roma, n. 1958)
- Roberto Cavallari, ex cestista italiano (Ferrara, n. 1963)
- Roberto Cazzaniga, cestista italiano (Monza, n. 1978)
- Roberto Chiacig, cestista italiano (Cividale del Friuli, n. 1974)
- Roberto Cordella, ex cestista italiano (Brindisi, n. 1957)
- Roberto Dalla Vecchia, ex cestista italiano (Sandrigo, n. 1964)
- Roberto Dueñas, ex cestista spagnolo (Madrid, n. 1975)
- Roberto Fazzi, ex cestista e allenatore di pallacanestro italiano (Seregno, n. 1970)
- Roberto Feliciangeli, ex cestista italiano (Roma, n. 1974)
- Roberto Fortes, ex cestista angolano (Luanda, n. 1984)
- Roberto Gabini, ex cestista argentino (San Nicolás de los Arroyos, n. 1975)
- Roberto Gallinat, cestista statunitense (Atlanta, n. 1996)
- Roberto Guerra, ex cestista spagnolo (Las Palmas de Gran Canaria, n. 1983)
- Bobby Joe Hatton, ex cestista portoricano (Ponce, n. 1976)
- Roberto Herrera García, cestista cubano (L'Avana, n. 1974 - Miami, † 2021)
- Roberto Kovac, cestista svizzero (Mendrisio, n. 1990)
- Roberto Lovera, cestista e allenatore di pallacanestro uruguaiano (Montevideo, n. 1922 - Montevideo, † 2016)
- Roberto Morentin, ex cestista spagnolo (Valladolid, n. 1981)
- Roberto Nelson, ex cestista statunitense (Santa Barbara, n. 1991)
- Roberto Núñez, ex cestista spagnolo (Madrid, n. 1978)
- Roberto Paleari, ex cestista italiano (Monza, n. 1952)
- Roberto Premier, ex cestista e allenatore di pallacanestro italiano (Spresiano, n. 1958)
- Roberto Quercia, ex cestista italiano (Terni, n. 1949)
- Roberto Ríos Osorio, ex cestista portoricano (Santurce, n. 1957)
- Roberto José Corrêa, cestista brasiliano (Rio de Janeiro, n. 1949 - † 2021)
- Roberto Rospigliosi Portal, cestista peruviano (Lima, n. 1910 - Lima, † 1958)
- Roberto Rullo, cestista italiano (Lanciano, n. 1990)
- Roberto Simón, ex cestista cubano (Guantánamo, n. 1961)
- Roberto Terenzi, ex cestista italiano (Pesaro, n. 1960)
- Roberto Valderas, ex cestista portoricano (n. 1959)
- Roberto Viau, cestista argentino (Buenos Aires, n. 1931 - † 1971)
- Roberto Villalba, cestista argentino († 2006)
- Roberto Yburán, ex cestista filippino (Cebu, n. 1935)
- Roberto Zamarin, cestista e allenatore di pallacanestro italiano (Vicenza, n. 1943 - Mestre, † 2018)

## Chimici(1)
- Roberto Dovesi, chimico e fisico italiano (Bologna, n. 1947)

## Chirurghi(3)
- Roberto Alessandri, chirurgo e politico italiano (Civitavecchia, n. 1867 - Roma, † 1948)
- Robert Rey, chirurgo e personaggio televisivo brasiliano (San Paolo, n. 1961)
- Roberto Sampietro, chirurgo italiano (Milano, n. 1941 - Milano, † 2022)

## Ciclisti su strada(21)
- Roberto Ballini, ex ciclista su strada italiano (Lucca, n. 1944)
- Roberto Bressan, ex ciclista su strada italiano (Zugliano di Pozzuolo, n. 1960)
- Roberto Caruso, ex ciclista su strada italiano (San Nicandro Garganico, n. 1967)
- Roberto Ceruti, ex ciclista su strada italiano (Paderno Ponchielli, n. 1953)
- Roberto Conti, ex ciclista su strada italiano (Faenza, n. 1964)
- Roberto Falaschi, ciclista su strada italiano (Cascina, n. 1931 - † 2009)
- Roberto Ferrari, ex ciclista su strada italiano (Gavardo, n. 1983)
- Roberto González, ciclista su strada panamense (n. 1994)
- Roberto Gusmeroli, ex ciclista su strada italiano (Morbegno, n. 1966)
- Roberto Heras, ex ciclista su strada spagnolo (Béjar, n. 1974)
- Roberto Laiseka, ex ciclista su strada spagnolo (Guernica, n. 1969)
- Roberto Maggioni, ex ciclista su strada italiano (Lecco, n. 1968)
- Roberto Menegotto, ex ciclista su strada italiano (San Donà di Piave, n. 1968)
- Roberto Pagnin, ex ciclista su strada e pistard italiano (Vigonovo, n. 1962)
- Roberto Pelliconi, ex ciclista su strada italiano (Imola, n. 1962)
- Roberto Petito, ex ciclista su strada italiano (Civitavecchia, n. 1971)
- Roberto Pistore, ex ciclista su strada italiano (Monza, n. 1971)
- Roberto Poggiali, ex ciclista su strada italiano (Firenze, n. 1941)
- Roberto Sgambelluri, ex ciclista su strada italiano (Melito di Porto Salvo, n. 1974)
- Roberto Tomassini, ex ciclista su strada sammarinese (San Marino, n. 1962)
- Roberto Visentini, ex ciclista su strada e pistard italiano (Gardone Riviera, n. 1957)

## Clavicembalisti(2)
- Roberto Loreggian, clavicembalista e organista italiano (Monselice, n. 1967)
- Roberto Pagano, clavicembalista e musicologo italiano (Palermo, n. 1930 - Palermo, † 2015)

## Collezionisti d'arte(1)
- Roberto Pagnani, collezionista d'arte italiano (Ravenna, n. 1914 - Santarcangelo di Romagna, † 1965)

## Comici(4)
- Roberto Ciufoli, comico e attore italiano (Roma, n. 1960)
- Roberto De Marchi, comico, attore e cantante italiano (Milano, n. 1965)
- Roberto Lipari, comico, conduttore televisivo e attore italiano (Palermo, n. 1990)
- Malandrino e Veronica, comico italiano (Novara, n. 1958)

## Compositori(13)
- Roberto Becheri, compositore italiano (Pistoia, n. 1958)
- Roberto Brambilla, compositore italiano (Livorno, n. 1975)
- Roberto Cacciapaglia, compositore e pianista italiano (Milano, n. 1953)
- Roberto Giulio Cassiano, compositore italiano (Roma, n. 1972)
- Roberto Diem Tigani, compositore e direttore d'orchestra italiano (Roma, n. 1954 - Viterbo, † 2016)
- Roberto Livraghi, compositore e dirigente sportivo italiano (La Spezia, n. 1937)
- Roberto Lupi, compositore italiano (Milano, n. 1908 - Dornach, † 1971)
- Robert Miles, compositore, produttore discografico e disc jockey italiano (Fleurier, n. 1969 - Ibiza, † 2017)
- Roberto Molinelli, compositore, direttore d'orchestra e violista italiano (Ancona, n. 1963)
- Roberto Nicolosi, compositore italiano (Genova, n. 1914 - Roma, † 1989)
- Roberto Paci Dalò, compositore e regista italiano (Rimini, n. 1962)
- Pivio e Aldo De Scalzi, compositore italiano (Genova, n. 1958)
- Roberto Sierra, compositore portoricano (Vega Baja, n. 1953)

## Condottieri(7)
- Roberto Boschetti, condottiero italiano (Modena, n. 1472 - San Cesario sul Panaro, † 1529)
- Roberto di Tarragona, condottiero normanno
- Roberto Caldarera, condottiero italiano (Lombardia)
- Roberto Guidi di Bagno, condottiero italiano (Mantova - Fornovo di Taro, † 1495)
- Roberto Malatesta, condottiero italiano (Fano, n. 1440 - Roma, † 1482)
- Roberto I di Loritello, condottiero normanno († 1096)
- Roberto il Guiscardo, condottiero normanno (Hauteville-la-Guichard - Cefalonia, † 1085)

## Conduttori radiofonici(3)
- Roberto Arnaldi, conduttore radiofonico, paroliere e cantante italiano (Genova, n. 1941 - Nizza, † 2012)
- Roberto Ferrari, conduttore radiofonico e disc jockey italiano (Milano, n. 1965)
- Roberto Rizzato, conduttore radiofonico e giornalista italiano (Padova, n. 1961)

## Conduttori televisivi(4)
- Roberto Giacobbo, conduttore televisivo, autore televisivo e scrittore italiano (Roma, n. 1961)
- Roberto Mattioli, conduttore televisivo e conduttore radiofonico italiano (Tivoli, n. 1963)
- Roberto Onofri, conduttore televisivo, autore televisivo e disc jockey italiano (Roma, n. 1968)
- Roberto Ruspoli, conduttore televisivo italiano (Lugano, n. 1972)

## Criminali(2)
- Roberto de Jesús Escobar Gaviria, criminale colombiano (n. 1947)
- Roberto Frabetti, criminale italiano (Roma, n. 1955)

## Critici cinematografici(5)
- Roberto Chiti, critico cinematografico e storico del cinema italiano (Genova, n. 1926 - Genova, † 1998)
- Roberto Escobar, critico cinematografico italiano (Milano, n. 1946)
- Roberto Lasagna, critico cinematografico e saggista italiano (Alessandria, n. 1967)
- Roberto Poppi, critico cinematografico e storico del cinema italiano (San Giovanni in Persiceto, n. 1947)
- Roberto Turigliatto, critico cinematografico italiano (Rivara, n. 1951)

## Critici d'arte(2)
- Roberto Daolio, critico d'arte italiano (Correggio, n. 1948 - Bologna, † 2013)
- Roberto Sanesi, critico d'arte, critico letterario e poeta italiano (Milano, n. 1930 - Milano, † 2001)

## Critici letterari(2)
- Roberto Barbolini, critico letterario, critico teatrale e scrittore italiano (Formigine, n. 1951)
- Roberto Bazlen, critico letterario, traduttore e curatore editoriale italiano (Trieste, n. 1902 - Milano, † 1965)

## Critici musicali(1)
- Roberto Zanetti, critico musicale, musicologo e docente italiano (Bologna, n. 1938 - Camaiore, † 2024)

## Critici teatrali(1)
- Roberto Alonge, critico teatrale italiano (Torino, n. 1942)

## Cuochi(1)
- Roberto Valbuzzi, cuoco e conduttore televisivo italiano (Varese, n. 1989)

## Danzatori(4)
- Roberto Baiocchi, ballerino e coreografo italiano (Bonorva, n. 1964)
- Roberto Bolle, ballerino italiano (Casale Monferrato, n. 1975)
- Roberto Castello, danzatore e coreografo italiano (Torino, n. 1960)
- Roberto Herrera, ballerino e coreografo argentino (San Salvador de Jujuy, n. 1963)

## Designer(3)
- Roberto Giolito, designer italiano (Ancona, n. 1962)
- Roberto Pezzetta, designer italiano (Treviso, n. 1946)
- Roberto Sambonet, designer e pittore italiano (Vercelli, n. 1924 - Milano, † 1995)

## Dialoghisti(1)
- Roberto De Leonardis, dialoghista e paroliere italiano (Napoli, n. 1913 - Roma, † 1984)

## Diplomatici(5)
- Roberto Azevêdo, diplomatico brasiliano (Salvador, n. 1957)
- Roberto Ducci, diplomatico, scrittore e giornalista italiano (La Spezia, n. 1914 - Roma, † 1985)
- Roberto Gaja, diplomatico italiano (Torino, n. 1912 - Roma, † 1992)
- Roberto Nigido, diplomatico italiano (Roma, n. 1941)
- Roberto Toscano, diplomatico e scrittore italiano (Parma, n. 1943)

## Direttori d'orchestra(2)
- Roberto Abbado, direttore d'orchestra italiano (Milano, n. 1954)
- Roberto Benzi, direttore d'orchestra e pianista italiano (Marsiglia, n. 1937)

## Direttori della fotografia(8)
- Roberto Cimatti, direttore della fotografia italiano (Faenza, n. 1954)
- Roberto Forza, direttore della fotografia italiano (Rio de Janeiro, n. 1957)
- Roberto Gerardi, direttore della fotografia italiano (Roma, n. 1919 - Parma, † 1995)
- Roberto Girometti, direttore della fotografia, sceneggiatore e regista italiano (Roma, n. 1939)
- Roberto Locci, direttore della fotografia, regista e collezionista d'arte italiano (Cagliari, n. 1948)
- Roberto Meddi, direttore della fotografia italiano (Roma, n. 1953)
- Roberto Reale, direttore della fotografia italiano (Roma, n. 1926 - San Cesareo, † 2021)
- Roberto Schaefer, direttore della fotografia statunitense (White Plains)

## Direttori di coro(3)
- Roberto Gabbiani, direttore di coro italiano (Prato, n. 1947)
- Roberto Goitre, direttore di coro, compositore e docente italiano (Torino, n. 1927 - Piacenza, † 1980)
- Roberto Tofi, direttore di coro e compositore italiano (Sansepolcro, n. 1963)

## Dirigenti d'azienda(9)
- Roberto Barbieri, dirigente d'azienda e politico italiano (Napoli, n. 1953)
- Roberto Della Rocca, dirigente d'azienda italiano (n. 1948)
- Roberto Giovalli, dirigente d'azienda italiano (Torino, n. 1957)
- Roberto Nepote, dirigente d'azienda italiano (Torino, n. 1956)
- Roberto Olivetti, dirigente d'azienda italiano (Torino, n. 1928 - Roma, † 1985)
- Roberto Poli, dirigente d'azienda italiano (Pistoia, n. 1938 - † 2025)
- Roberto Pontremoli, dirigente d'azienda e attivista italiano (Milano, n. 1937)
- Roberto Schisano, dirigente d'azienda italiano (Foligno, n. 1943 - Roma, † 2010)
- Roberto Sergio, dirigente d'azienda italiano (Roma, n. 1960)

## Dirigenti pubblici(1)
- Roberto Alesse, dirigente pubblico italiano (Roma, n. 1964)

## Dirigenti sportivi(27)
- Roberto Amadio, dirigente sportivo, ex ciclista su strada e pistard italiano (Portogruaro, n. 1963)
- Roberto Amodio, dirigente sportivo e ex calciatore italiano (Castellammare di Stabia, n. 1961)
- Roberto Ariagno, dirigente sportivo e ex pallavolista italiano (Torino, n. 1963)
- Roberto Ayala, dirigente sportivo, allenatore di calcio e ex calciatore argentino (Paraná, n. 1973)
- Roberto Cesati, dirigente sportivo e ex calciatore italiano (Milano, n. 1957)
- Roberto Colacone, dirigente sportivo e ex calciatore italiano (San Donato Milanese, n. 1974)
- Roberto Colombo, dirigente sportivo e ex calciatore italiano (Monza, n. 1975)
- Roberto Cravero, dirigente sportivo e ex calciatore italiano (Venaria Reale, n. 1964)
- Roberto Fabbricini, dirigente sportivo italiano (Roma, n. 1945)
- Roberto Fernández Bonillo, dirigente sportivo, allenatore di calcio e ex calciatore spagnolo (Betxí, n. 1962)
- Roberto Gaggioli, dirigente sportivo, ex ciclista su strada e ciclocrossista italiano (Vinci, n. 1962)
- Roberto Goretti, dirigente sportivo e ex calciatore italiano (Perugia, n. 1976)
- Roberto Goveani, dirigente sportivo italiano (Pinerolo, n. 1957)
- Roberto Lorenzini, dirigente sportivo, allenatore di calcio e ex calciatore italiano (Milano, n. 1966)
- Roberto Magnani, dirigente sportivo e ex calciatore italiano (Parma, n. 1977)
- Roberto Muzzi, dirigente sportivo, allenatore di calcio e ex calciatore italiano (Marino, n. 1971)
- Roberto Olabe, dirigente sportivo, allenatore di calcio e ex calciatore spagnolo (Vitoria, n. 1967)
- Roberto Onorati, dirigente sportivo e ex calciatore italiano (Roma, n. 1966)
- Roberto Policano, dirigente sportivo e ex calciatore italiano (Roma, n. 1964)
- Roberto Ranzani, dirigente sportivo e calciatore italiano (Robecco sul Naviglio, n. 1942 - Ferrara, † 2016)
- Roberto Renzi, dirigente sportivo e ex calciatore italiano (Falconara Marittima, n. 1955)
- Roberto Ripa, dirigente sportivo e ex calciatore italiano (Sant'Elpidio a Mare, n. 1967)
- Néstor Sensini, dirigente sportivo, allenatore di calcio e ex calciatore argentino (Arroyo Seco, n. 1966)
- Roberto Soldà, dirigente sportivo, allenatore di calcio e ex calciatore italiano (Valdagno, n. 1959)
- Roberto Tancredi, dirigente sportivo e ex calciatore italiano (Montecatini Val di Cecina, n. 1944)
- Roberto Torres, dirigente sportivo e ex ciclista su strada spagnolo (Montpellier, n. 1964)
- Roberto Vichi, dirigente sportivo e ex calciatore italiano (Roma, n. 1954)

## Disc jockey(2)
- Roberto Bozzetti, disc jockey e musicista italiano (Bologna, n. 1954 - Bologna, † 2006)
- Roberto Molinaro, disc jockey, produttore discografico e conduttore radiofonico italiano (Moncalieri, n. 1972)

## Discoboli(1)
- Roberto Moya, discobolo cubano (L'Avana, n. 1965 - Valencia, † 2020)

## Disegnatori(2)
- Roberto Mangosi, disegnatore e pittore italiano (Velletri, n. 1958)
- Roberto Perini, disegnatore e vignettista italiano (Roma, n. 1950 - Roma, † 2019)

## Doppiatori(6)
- Roberto Certomà, doppiatore italiano (Tarquinia, n. 1963)
- Roberto Del Giudice, doppiatore, direttore del doppiaggio e attore italiano (Milano, n. 1940 - Roma, † 2007)
- Roberto Draghetti, doppiatore e direttore del doppiaggio italiano (Roma, n. 1960 - Roma, † 2020)
- Roberto Gammino, doppiatore, dialoghista e direttore del doppiaggio italiano (Roma, n. 1969)
- Roberto Pedicini, doppiatore, attore e conduttore radiofonico italiano (Benevento, n. 1962)
- Roberto Stocchi, doppiatore, direttore del doppiaggio e attore italiano (Roma, n. 1961)

## Drammaturghi(5)
- Roberto Cavosi, drammaturgo e regista teatrale italiano (Merano, n. 1959)
- Roberto Mazzucco, drammaturgo italiano (Roma, n. 1927 - Roma, † 1989)
- Roberto Mercadini, drammaturgo, scrittore e poeta italiano (Cesena, n. 1978)
- Roberto Russo, drammaturgo italiano (Napoli, n. 1960)
- Roberto Tiraboschi, drammaturgo, sceneggiatore e scrittore italiano (Bergamo, n. 1951)

## Ecologi(1)
- Roberto Cazzolla Gatti, ecologo e docente italiano (Noci, n. 1984)

## Economisti(2)
- Roberto Cellini, economista italiano (San Giovanni in Persiceto, n. 1965)
- Roberto Perotti, economista italiano (Milano, n. 1961)

## Editori(3)
- Roberto Bonchio, editore e scrittore italiano (Napoli, n. 1923 - Città della Pieve, † 2010)
- Roberto Cicala, editore, critico letterario e filologo italiano (Novara, n. 1963)
- Roberto Lerici, editore, commediografo e sceneggiatore italiano (Firenze, n. 1931 - Roma, † 1992)

## Etnomusicologi(1)
- Roberto Leydi, etnomusicologo italiano (Ivrea, n. 1928 - Milano, † 2003)

## Fantini(1)
- Roberto Falchi, fantino italiano (Batignano, n. 1963)

## Filologi(1)
- Roberto Antonelli, filologo e linguista italiano (Roma, n. 1942)

## Filosofi(10)
- Roberto Ardigò, filosofo e pedagogista italiano (Casteldidone, n. 1828 - Mantova, † 1920)
- Roberto Casati, filosofo italiano (Milano, n. 1961)
- Roberto Cordeschi, filosofo italiano (L'Aquila, n. 1946 - Roma, † 2014)
- Roberto Dionigi, filosofo italiano (Barletta, n. 1941 - Bologna, † 1998)
- Roberto Esposito, filosofo italiano (Piano di Sorrento, n. 1950)
- Roberto Fineschi, filosofo italiano (Siena, n. 1973)
- Roberto Mancini, filosofo, docente e politico italiano (Macerata, n. 1958)
- Roberto Marchesini, filosofo, etologo e saggista italiano (Bologna, n. 1959)
- Roberto Mordacci, filosofo italiano (Milano, n. 1965)
- Roberto Giovanni Timossi, filosofo italiano (Genova, n. 1953)

## Fisarmonicisti(1)
- Castellina, fisarmonicista italiano (Brisighella, n. 1920 - Faenza, † 2000)

## Fisici(6)
- Roberto Battiston, fisico italiano (Trento, n. 1956)
- Roberto Benzi, fisico italiano (Roma, n. 1952)
- Roberto Car, fisico italiano (Trieste, n. 1947)
- Roberto Casalbuoni, fisico italiano (Firenze, n. 1942)
- Roberto Cingolani, fisico e dirigente d'azienda italiano (Milano, n. 1961)
- Roberto Peccei, fisico italiano (Torino, n. 1942 - Los Angeles, † 2020)

## Fisioterapisti(1)
- Roberto Incontri, fisioterapista e ex calciatore italiano (Milano, n. 1957)

## Flautisti(1)
- Roberto Fabbriciani, flautista e compositore italiano (Arezzo, n. 1949)

## Fondisti(3)
- Roberto Carcelen, ex fondista peruviano (Lima, n. 1970)
- Roberto De Zolt, ex fondista italiano (Belluno, n. 1970)
- Roberto Primus, ex fondista italiano (Paluzza, n. 1949)

## Fotografi(2)
- Roberto Kusterle, fotografo italiano (Gorizia, n. 1948)
- Roberto Troncone, fotografo, regista e produttore cinematografico italiano (Napoli, n. 1875 - † 1947)

## Francescani(1)
- Roberto Caracciolo, francescano e vescovo cattolico italiano (Lecce, n. 1425 - † 1495)

## Fumettisti(19)
- Roberto Bonadimani, fumettista e illustratore italiano (Sona, n. 1945)
- Roberto Corbella, fumettista italiano (n. 1940)
- Roberto Dal Prà, fumettista italiano (Roma, n. 1952)
- Roberto De Angelis, fumettista italiano (Napoli, n. 1959)
- Roberto Diso, fumettista italiano (Roma, n. 1932)
- Roberto Fontanarrosa, fumettista argentino (Rosario, n. 1944 - Rosario, † 2007)
- Roberto Grassilli, fumettista, illustratore e cantante italiano (San Pietro in Casale, n. 1961)
- Menotti, fumettista e sceneggiatore italiano (Cortemaggiore, n. 1965)
- Roberto Marini, fumettista italiano (Tarquinia, n. 1958)
- Magnus, fumettista italiano (Bologna, n. 1939 - Imola, † 1996)
- Roberto Recchioni, fumettista italiano (Roma, n. 1974)
- Roberto Renzi, fumettista, scrittore e giornalista italiano (Cadorago, n. 1923 - Milano, † 2018)
- Roberto Rinaldi, fumettista italiano (Milano, n. 1964)
- Roberto Santillo, fumettista italiano (Palermo, n. 1962)
- Roberto Sgrilli, fumettista, animatore e pittore italiano (Firenze, n. 1897 - † 1985)
- Roberto Totaro, fumettista italiano (Belluno, n. 1957)
- Roberto Vian, fumettista italiano (Mestre, n. 1965)
- Roberto Zaghi, fumettista italiano (Ferrara, n. 1969)
- Roberto Zamarin, fumettista e disegnatore italiano (Milano, n. 1940 - Autostrada del Sole, † 1972)

## Gambisti(1)
- Roberto Gini, gambista e direttore d'orchestra italiano (Milano, n. 1958)

## Generali(19)
- Roberto Bencivenga, generale e politico italiano (Roma, n. 1872 - Roma, † 1949)
- Roberto Brusati, generale italiano (Milano, n. 1850 - Santa Margherita Ligure, † 1935)
- Roberto Conforti, generale italiano (Serre, n. 1937 - Roma, † 2017)
- Roberto Corsini, generale italiano (Cividale del Friuli, n. 1954)
- Roberto Diotaiuti, generale italiano (Napoli, n. 1866 - Firenze, † 1919)
- Roberto II di Dreux, generale francese (n. 1154 - † 1218)
- Roberto Jucci, generale italiano (Cassino, n. 1926)
- Roberto Lerici, generale italiano (Verona, n. 1887 - Genova, † 1980)
- Roberto Marcelo Levingston, generale e politico argentino (San Luis, n. 1920 - Buenos Aires, † 2015)
- Roberto Lordi, generale italiano (Napoli, n. 1894 - Roma, † 1944)
- Roberto Morra di Lavriano e della Montà, generale e politico italiano (Torino, n. 1830 - Roma, † 1917)
- Roberto Olmi, generale italiano (Bobbio, n. 1890 - Bobbio, † 1968)
- Roberto Silva Renard, generale e politico cileno (Santiago del Cile, n. 1855 - Viña del Mar, † 1920)
- Roberto Riccardi, generale e scrittore italiano (Bari, n. 1966)
- Roberto Ambrogio Sanseverino, generale italiano (n. 1500 - Busseto, † 1532)
- Roberto Segre, generale e storico italiano (Torino, n. 1872 - Milano, † 1936)
- Roberto Speciale, generale e politico italiano (Pietraperzia, n. 1943)
- Roberto Vannacci, generale e politico italiano (La Spezia, n. 1968)
- Roberto Eduardo Viola, generale e politico argentino (Buenos Aires, n. 1924 - Buenos Aires, † 1994)

## Geografi(1)
- Roberto Almagià, geografo italiano (Firenze, n. 1884 - Roma, † 1962)

## Geologi(3)
- Roberto Colacicchi, geologo italiano (Acquasanta Terme, n. 1931 - Bevagna, † 2024)
- Roberto Malaroda, geologo e paleontologo italiano (San Canzian d'Isonzo, n. 1921 - Torino, † 2008)
- Roberto Mantovani, geologo e violinista italiano (Parma, n. 1854 - Parigi, † 1933)

## Gesuiti(2)
- Roberto Busa, gesuita, linguista e informatico italiano (Vicenza, n. 1913 - Gallarate, † 2011)
- Roberto de Nobili, gesuita e missionario italiano (Montepulciano, n. 1577 - Madras, † 1656)

## Giavellottisti(2)
- Roberto Bertolini, giavellottista italiano (Milano, n. 1985)
- Roberto Orlando, giavellottista italiano (Battipaglia, n. 1995)

## Ginnasti(1)
- Roberto Ferrari, ginnasta italiano (Medolla, n. 1889 - Pré-Saint-Didier, † 1937)

## Giocatori di baseball(8)
- Roberto Alomar, ex giocatore di baseball portoricano (Ponce, n. 1968)
- Roberto Bianchi, giocatore di baseball italiano (Milano, n. 1963)
- Roberto Cabalisti, ex giocatore di baseball italiano (Vicenza, n. 1961)
- Roberto Clemente, giocatore di baseball portoricano (Carolina, n. 1934 - Carolina, † 1972)
- Roberto Corradini, giocatore di baseball italiano (Verona, n. 1978)
- Roberto De Franceschi, ex giocatore di baseball italiano (Nettuno, n. 1965)
- Roberto Osuna, giocatore di baseball messicano (Juan José Ríos, n. 1995)
- Roberto Piccioli, giocatore di baseball italiano (Grosseto, n. 1960)

## Giocatori di beach soccer(1)
- Roberto Acuña, giocatore di beach soccer e ex calciatore paraguaiano (Avellaneda, n. 1972)

## Giocatori di calcio a 5(3)
- Roberto Wagner Bezerra do Carmo, ex giocatore di calcio a 5 brasiliano (Fortaleza, n. 1976)
- Roberto Merola, ex giocatore di calcio a 5 uruguaiano (n. 1971)
- Roberto Osimani, giocatore di calcio a 5 e allenatore di calcio a 5 italiano (Chiaravalle, n. 1967)

## Giocatori di curling(4)
- Roberto Bocus, giocatore di curling italiano (Venezia, n. 1954)
- Roberto De Rigo, ex giocatore di curling italiano (Pieve di Cadore, n. 1960)
- Roberto Fassina, giocatore di curling e copilota di rally italiano (Cortina d'Ampezzo, n. 1952 - Cortina d'Ampezzo, † 2023)
- Roberto Lacedelli, giocatore di curling italiano (Cortina d'Ampezzo, n. 1960)

## Giocatori di football americano(3)
- Roberto Aguayo, giocatore di football americano statunitense (Mascotte, n. 1994)
- Roberto Garza, ex giocatore di football americano statunitense (Rio Hondo, n. 1979)
- Roberto Lira, giocatore di football americano italiano (Brescia, n. 1999)

## Giocatori di poker(1)
- Roberto Romanello, giocatore di poker gallese (Swansea)

## Giocatori di polo(1)
- Roberto Cavanagh, giocatore di polo argentino (Buenos Aires, n. 1914 - Venado Tuerto, † 2002)

## Giornalisti(47)
- Roberto Alessi, giornalista italiano (Angera, n. 1953)
- Roberto Amen, giornalista italiano (Genova, n. 1954)
- Roberto Ampuero, giornalista, scrittore e politico cileno (Valparaíso, n. 1953)
- Roberto Antonetto, giornalista e saggista italiano (Torino, n. 1937)
- Roberto Arditti, giornalista italiano (Lodi, n. 1965)
- Roberto Arduini, giornalista, saggista e traduttore italiano (Roma, n. 1970)
- Roberto Beccantini, giornalista italiano (Bologna, n. 1950)
- Roberto Bencivenga, giornalista, conduttore televisivo e dirigente d'azienda italiano (Roma, n. 1932)
- Roberto Beretta, giornalista e scrittore italiano (Lissone, n. 1960)
- Roberto Bernabai, giornalista e conduttore televisivo italiano (Roma, n. 1956)
- Roberto Bernabò, giornalista italiano (Pietrasanta, n. 1960)
- Roberto Bortoluzzi, giornalista e conduttore radiofonico italiano (Portici, n. 1921 - Genova, † 2007)
- Roberto Bracco, giornalista, scrittore e drammaturgo italiano (Napoli, n. 1861 - Sorrento, † 1943)
- Roberto Briglia, giornalista e dirigente d'azienda italiano (Massa, n. 1949)
- Roberto Calabrò, giornalista italiano (Reggio Calabria, n. 1971)
- Roberto Carvelli, giornalista e scrittore italiano (Roma, n. 1968)
- Roberto Ceruti, giornalista, chitarrista e compositore italiano (Verona, n. 1950)
- Roberto D'Agostino, giornalista, personaggio televisivo e opinionista italiano (Roma, n. 1948)
- Roberto Della Seta, giornalista, storico e politico italiano (Roma, n. 1959)
- Roberto Di Caro, giornalista italiano (Bra, n. 1953)
- Roberto Fazi, giornalista italiano (Roma, n. 1922 - Roma, † 2001)
- Roberto Ferrario, giornalista, editore e imprenditore italiano (Busto Arsizio, n. 1947 - Busto Arsizio, † 2010)
- Roberto Gervaso, giornalista e scrittore italiano (Roma, n. 1937 - Milano, † 2020)
- Roberto Iadicicco, giornalista italiano (Roma, n. 1961)
- Roberto Ippolito, giornalista e scrittore italiano (Napoli, n. 1951)
- Roberto Lombardi, giornalista, tennista e dirigente sportivo italiano (Alessandria, n. 1950 - Milano, † 2010)
- Roberto Marinho, giornalista, imprenditore e dirigente d'azienda brasiliano (Rio de Janeiro, n. 1904 - Rio de Janeiro, † 2003)
- Roberto Meroi, giornalista e storico italiano (Udine, n. 1949)
- Roberto Minervini, giornalista, drammaturgo e saggista italiano (Napoli, n. 1900 - Napoli, † 1962)
- Roberto Morrione, giornalista italiano (Roma, n. 1941 - Roma, † 2011)
- Roberto Mostarda, giornalista italiano (Roma, n. 1953)
- Pato Moure, giornalista brasiliano (Porto Alegre, n. 1949)
- Roberto Napoletano, giornalista e scrittore italiano (La Spezia, n. 1961)
- Roberto Natale, giornalista e sindacalista italiano (Roma, n. 1958)
- Roberto Olla, giornalista e scrittore italiano (Alghero, n. 1951)
- Roberto Paolo, giornalista e scrittore italiano (Napoli, n. 1964)
- Roberto Paura, giornalista, scrittore e divulgatore scientifico italiano (Napoli, n. 1986)
- Roberto Perrone, giornalista, scrittore e gastronomo italiano (Rapallo, n. 1957 - Milano, † 2023)
- Roberto Pinotti, giornalista e ufologo italiano (Venezia, n. 1944)
- Roberto Poletti, giornalista, politico e conduttore televisivo italiano (Feltre, n. 1971)
- Roberto Quercetani, giornalista italiano (Firenze, n. 1922 - Firenze, † 2019)
- Roberto Roscani, giornalista e politico italiano (Roma, n. 1952)
- Roberto Silvestri, giornalista e critico cinematografico italiano (Lecce, n. 1950)
- Roberto Sommella, giornalista italiano (Roma, n. 1964)
- Roberto Tesi, giornalista e economista italiano (Roma, n. 1945)
- Roberto Toppetta, giornalista, saggista e scrittore italiano (Villa Santo Stefano, n. 1950)
- Roberto Villetti, pubblicista italiano (n. 1866 - Roma, † 1936)

## Giuristi(5)
- Roberto Ago, giurista e magistrato italiano (Vigevano, n. 1907 - Ginevra, † 1995)
- Roberto De Ruggiero, giurista, scrittore e politico italiano (Roma, n. 1875 - Roma, † 1934)
- Roberto Maranta, giurista italiano (Tramonti, n. 1490 - Napoli, † 1535)
- Roberto Montessori, giurista italiano (Modena, n. 1878 - Modena, † 1942)
- Roberto Pessi, giurista e dirigente sportivo italiano (Roma, n. 1948)

## Glottologi(1)
- Roberto Gusmani, glottologo italiano (Novara, n. 1935 - Udine, † 2009)

## Hockeisti su ghiaccio(3)
- Roberto Ganz, ex hockeista su ghiaccio italiano (Cavalese, n. 1986)
- Roberto Luongo, ex hockeista su ghiaccio e dirigente sportivo canadese (Montréal, n. 1979)
- Roberto Romano, ex hockeista su ghiaccio canadese (Montréal, n. 1962)

## Hockeisti su pista(3)
- Roberto Citterio, ex hockeista su pista, allenatore di hockey su pista e dirigente sportivo italiano (Monza, n. 1961)
- Roberto Di Benedetto, hockeista su pista francese (Noisy-le-Grand, n. 1997)
- Roberto Saccò, ex hockeista su pista e allenatore di hockey su pista italiano (Lodi)

## Illusionisti(1)
- Roberto Giobbi, illusionista svizzero (Basilea, n. 1959)

## Illustratori(2)
- Roberto Baldazzini, illustratore e fumettista italiano (Vignola, n. 1958)
- Roberto Innocenti, illustratore italiano (Bagno a Ripoli, n. 1940)

## Imperatori(1)
- Roberto di Courtenay, imperatore francese (Peloponneso, † 1228)

## Imprenditori(18)
- Roberto Allievi, imprenditore e dirigente sportivo italiano (Como, n. 1951)
- Roberto Biscaretti di Ruffia, imprenditore e politico italiano (Torino, n. 1845 - Recco, † 1940)
- Roberto Bonetto, imprenditore e dirigente sportivo italiano (Vicenza, n. 1953)
- Roberto Cenni, imprenditore e politico italiano (Prato, n. 1952)
- Roberto Cipriani, imprenditore e politico italiano (Milano, n. 1951)
- Roberto Colaninno, imprenditore e dirigente d'azienda italiano (Mantova, n. 1943 - Mantova, † 2023)
- Roberto Fiore, imprenditore e dirigente sportivo italiano (Portici, n. 1924 - Napoli, † 2017)
- Roberto Gavazzi, imprenditore italiano (San Paolo, n. 1953)
- Roberto Hausbrandt, imprenditore, dirigente d'azienda e filantropo italiano (Trieste, n. 1907 - Trieste, † 1997)
- Roberto Lepetit, imprenditore e antifascista italiano (Lezza, n. 1906 - Ebensee, † 1945)
- Roberto Lepetit, imprenditore italiano (Basilea, n. 1865 - Milano, † 1928)
- Roberto Meneguzzo, imprenditore italiano (Malo, n. 1956)
- Roberto Moncalvo, imprenditore italiano (Settimo Torinese, n. 1980)
- Roberto Ongpin, imprenditore e politico filippino (Manila, n. 1937 - † 2023)
- Roberto Parisi, imprenditore italiano (Torino, n. 1931 - Palermo, † 1985)
- Roberto Piatti, imprenditore e ingegnere italiano (Torino, n. 1961)
- Roberto Maria Radice, imprenditore e politico italiano (Milano, n. 1938 - Milano, † 2012)
- Roberto Wirth, imprenditore italiano (Roma, n. 1950 - Roma, † 2022)

## Informatici(3)
- Roberto Di Cosmo, informatico italiano (Parma, n. 1963)
- Roberto Mario Fano, informatico e ingegnere italiano (Torino, n. 1917 - Naples, † 2016)
- Roberto Navigli, informatico italiano (Roma, n. 1978)

## Ingegneri(10)
- Roberto Di Stefano, ingegnere e storico dell'architettura italiano (Napoli, n. 1926 - Napoli, † 2005)
- Roberto Einaudi, ingegnere e imprenditore italiano (Dogliani, n. 1906 - Dogliani, † 2004)
- Roberto Galletti, ingegnere italiano (Torre San Patrizio, n. 1879 - Murs-et-Gélignieux, † 1932)
- Roberto Kobeh González, ingegnere messicano (Huixtla, n. 1943)
- Roberto Longhi, ingegnere aeronautico italiano (Nembro, n. 1909 - New Jersey, † 1994)
- Roberto Marin, ingegnere italiano (Padova, n. 1894 - Padova, † 1990)
- Roberto Oros di Bartini, ingegnere aeronautico italiano (Nagykanizsa, n. 1897 - Mosca, † 1974)
- Roberto Reggi, ingegnere, dirigente pubblico e politico italiano (Fiorenzuola d'Arda, n. 1960)
- Roberto Sorrentino, ingegnere italiano (Roma, n. 1947 - Perugia, † 2020)
- Roberto Vacca, ingegnere, matematico e divulgatore scientifico italiano (Roma, n. 1927)

## Insegnanti(1)
- Roberto Massi, docente e politico italiano (Tolentino, n. 1931 - Tolentino, † 2012)

## Ispanisti(1)
- Roberto Paoli, ispanista, critico letterario e traduttore italiano (Borgo San Lorenzo, n. 1930 - Dicomano, † 2000)

## Judoka(1)
- Roberto Meloni, judoka italiano (Roma, n. 1981)

## Karateka(1)
- Roberto Baccaro, karateka e maestro di karate italiano (Lendinara, n. 1948)

## Letterati(1)
- Roberto Damiani, letterato, critico letterario e politico italiano (Trieste, n. 1943 - Trieste, † 2008)

## Liutai(1)
- Roberto Regazzi, liutaio italiano (Bologna, n. 1956)

## Lottatori(1)
- Roberto Monzón, ex lottatore cubano (L'Avana, n. 1978)

## Lunghisti(1)
- Roberto Veglia, ex lunghista italiano (Torino, n. 1957)

## Mafiosi(2)
- Roberto Fittirillo, mafioso italiano (Roma, n. 1954)
- Roberto Pannunzi, mafioso italiano (Roma, n. 1948)

## Magistrati(2)
- Roberto Garofoli, magistrato e dirigente pubblico italiano (Taranto, n. 1966)
- Roberto Tartaglia, magistrato italiano (Napoli, n. 1982)

## Maratoneti(1)
- Roberto Barbi, ex maratoneta italiano (Lucca, n. 1965)

## Martellisti(1)
- Roberto Sawyers, martellista costaricano (San José, n. 1986)

## Matematici(6)
- Roberto Bonola, matematico italiano (Bologna, n. 1874 - Bologna, † 1911)
- Roberto Conti, matematico italiano (Firenze, n. 1923 - Firenze, † 2006)
- Roberto Dvornicich, matematico italiano (Chioggia, n. 1950)
- Roberto Longo, matematico italiano (Roma, n. 1953)
- Roberto Magari, matematico e logico italiano (Firenze, n. 1934 - Siena, † 1994)
- Roberto Marcolongo, matematico e fisico italiano (Roma, n. 1862 - Roma, † 1943)

## Medaglisti(1)
- Roberto Mauri, medaglista italiano (Roma, n. 1949)

## Medici(6)
- Roberto Bernabei, medico italiano (Firenze, n. 1952)
- Roberto Giovanni Carbone, medico italiano (Genova, n. 1954)
- Roberto Nobili, medico italiano (Ponteccio, n. 1955 - Monte Pania, † 2000)
- Roberto Sava, medico, filosofo e naturalista italiano (Belpasso, n. 1802 - Foligno, † 1880)
- Roberto Stella, medico italiano (Busto Arsizio, n. 1952 - Como, † 2020)
- Roberto Venturini, medico e politico sammarinese (Città di San Marino, n. 1960)

## Mercenari(1)
- Roberto Crispino, mercenario normanno (Normandia - Costantinopoli, † 1073)

## Meteorologi(1)
- Roberto Giontella, meteorologo e militare italiano (Roma, n. 1961 - Firenze, † 1999)

## Mezzofondisti(1)
- Roberto Parra, ex mezzofondista spagnolo (n. 1976)

## Militari(20)
- Roberto Bandini, militare italiano (Colle di Val d'Elsa, n. 1917 - Seconda battaglia di El Alamein, † 1942)
- Roberto Boselli, militare italiano (Bologna, n. 1911 - Sierra de Javalambre, † 1938)
- Roberto Cherubin, militare italiano (Mecharsulm, n. 1910 - Zona di Orobinskji, † 1942)
- Roberto Cozzi, militare italiano (Milano, n. 1893 - Monte Valbella, † 1918)
- Roberto Frassetto, militare e marinaio italiano (Napoli, n. 1917 - Venezia, † 2013)
- Roberto Liberi, militare e aviatore italiano (L'Aquila, n. 1901 - Mar Mediterraneo, † 1941)
- Roberto Lontano, militare italiano (n. 1896)
- Roberto Lorini, militare italiano
- Roberto Matricardi, militare italiano (Francavilla a mare, n. 1888 - Yol, † 1945)
- Roberto Pasca, militare italiano (Napoli, n. 1821 - Napoli, † 1897)
- Roberto Periccioli, militare italiano (Sovicille, n. 1968)
- Roberto Perrone di San Martino, militare italiano (Courpalay, n. 1836 - Perosa Canavese, † 1900)
- Roberto Pontremoli, ufficiale e militare italiano (Milano, n. 1894 - Monte Zebio, † 1916)
- Roberto Pucci, militare, imprenditore e politico italiano (Castelfiorentino, n. 1878 - Viareggio, † 1960)
- Robert di Gloucester, militare normanno (Caen - Bristol, † 1147)
- Roberto Sarfatti, militare italiano (Venezia, n. 1900 - Col d'Echele, † 1918)
- Roberto Souper Onfray, militare cileno (Angol, n. 1927 - Santiago del Cile, † 2015)
- Roberto Trompowsky, militare e insegnante brasiliano (Florianópolis, n. 1853 - Rio de Janeiro, † 1926)
- Roberto Valente, militare italiano (Napoli, n. 1972 - Kabul, † 2009)
- Roberto Vianello, militare italiano (Venezia, n. 1907 - Battaglia di Cheren, † 1941)

## Monaci cristiani(2)
- Robert Lawrence, monaco cristiano e abate inglese (Tyburn, † 1535)
- Roberto di La Chaise-Dieu, monaco cristiano francese (Aurillac - La Chaise-Dieu, † 1067)

## Montatori(3)
- Roberto Cinquini, montatore italiano (Roma, n. 1924 - Roma, † 1965)
- Roberto Missiroli, montatore italiano (Ravenna, n. 1954)
- Roberto Perpignani, montatore italiano (Roma, n. 1941)

## Musicisti(6)
- Roberto Arcaleni, musicista italiano (Città di Castello, n. 1883 - Città di Castello, † 1973)
- Roberto Laneri, musicista, compositore e scrittore italiano (Arzignano, n. 1945)
- Roberto Martinelli, musicista, compositore e arrangiatore italiano (Avenza, n. 1964)
- Roberto Pischiutta, musicista e compositore italiano (Genova, n. 1958)
- Roberto Tardito, musicista, cantautore e biografo italiano (Ivrea, n. 1984)
- Roberto Vernetti, musicista e produttore discografico italiano (Casale Monferrato, n. 1965)

## Naturalisti(1)
- Roberto Lawley, naturalista e paleontologo italiano (Firenze, n. 1818 - Calcinaia, † 1881)

## Nobili(37)
- Roberto Alidosi, nobile e militare italiano (Imola, † 1362)
- Roberto d'Altemps, I duca di Gallese, nobile italiano (Roma, n. 1566 - Roma, † 1586)
- Roberto di Courtenay, nobile francese († 1239)
- Roberto De Russa, nobile italiano (Normandia - Contado di Molise)
- Roberto di Namur, nobile olandese (n. 1323 - † 1391)
- Roberto Orsini, nobile e condottiero italiano (Pacentro - Montepulciano, † 1479)
- Roberto Ridolfi, nobile italiano (Firenze, n. 1531 - Firenze, † 1612)
- Roberto III d'Artois, nobile francese (n. 1287 - Londra, † 1342)
- Roberto I di Bassavilla, nobile normanno
- Roberto I di Normandia, nobile (Normandia - Nicea, † 1035)
- Roberto di Alife, nobile normanno († 1115)
- Roberto II di Bellême, nobile francese
- Roberto di Beaumont, II conte di Leicester, nobile britannico (n. 1104 - Brackley, † 1168)
- Roberto d'Évreux, nobile normanno (Normandia - † 1037)
- Roberto I di Bar, nobile francese (n. 1344 - † 1411)
- Roberto II di Clermont, nobile
- Roberto I d'Alençon, nobile francese († 1217)
- Roberto II delfino d'Alvernia, nobile francese († 1262)
- Roberto III delfino d'Alvernia, nobile francese († 1282)
- Roberto IV delfino d'Alvernia, nobile francese († 1324)
- Roberto I di Hesbaye, nobile franco (n. 697 - † 748)
- Roberto conte di Namur, nobile francese
- Roberto I di Namur, nobile francese
- Roberto II di Namur, nobile francese
- Roberto III di Dreux, nobile francese (n. 1185 - Braine, † 1234)
- Roberto II del Palatinato, nobile (Amberg, n. 1325 - Amberg, † 1398)
- Roberto il Forte, nobile franco (Brissarthe, † 866)
- Roberto Sanseverino d'Aragona, nobile e condottiero italiano (Napoli, n. 1418 - Calliano, † 1487)
- Roberto Sanseverino, nobile e condottiero italiano († 1474)
- Roberto II Sanseverino, nobile italiano (Salerno, n. 1485 - Agropoli, † 1508)
- Roberto Stuart, nobile scozzese (n. 1339 - † 1420)
- Roberto Scalio, nobile (n. 1068 - † 1110)
- Roberto d'Embrun, nobile († 1100)
- Roberto del Palatinato-Veldenz, nobile tedesco (Zweibrücken, n. 1506 - Rocca di Gräfenstein, † 1544)
- Roberto Ugo di Borbone-Parma, nobile austriaco (Weilburg, n. 1909 - Vienna, † 1974)
- Roberto II di Hesbaye, nobile franco (n. 770 - † 807)
- Roberto di Mowbray, nobile normanno (St Albans, † 1125)

## Nuotatori(9)
- Roberto Cassio, ex nuotatore italiano (Roma, n. 1968)
- Roberto Forcellini, ex nuotatore italiano (Padova, n. 1958)
- Roberto Gleria, ex nuotatore italiano (Cabramatta, n. 1968)
- Roberto Lazzari, nuotatore italiano (Milano, n. 1937 - Milano, † 2017)
- Roberto Pangaro, ex nuotatore italiano (Trieste, n. 1950)
- Roberto Pavoni, nuotatore britannico (Romford, n. 1991)
- Roberto Pellandra, ex nuotatore sammarinese (Roma, n. 1972)
- Roberto Queralt, nuotatore e pallanuotista spagnolo (Barcellona, n. 1931 - Barcellona, † 1997)
- Roberto Strauss, ex nuotatore messicano (n. 1954)

## Oculisti(1)
- Roberto Rampoldi, oculista e politico italiano (Bregnano, n. 1850 - Pavia, † 1926)

## Organisti(2)
- Roberto Maria Cucinotta, organista e compositore italiano (Monza, n. 1956)
- Roberto Micconi, organista, compositore e direttore di coro italiano (Venezia, n. 1940)

## Orientalisti(1)
- Roberto Tottoli, orientalista italiano (Villanuova sul Clisi, n. 1964)

## Ostacolisti(1)
- Roberto Frinolli, ex ostacolista e allenatore di atletica leggera italiano (Roma, n. 1940)

## Pallamanisti(1)
- Roberto Giuffrida, ex pallamanista e allenatore di pallamano italiano (Siracusa, n. 1952)

## Pallanuotisti(3)
- Roberto Africano, pallanuotista italiano (Roma, n. 1983)
- Roberto Calcaterra, pallanuotista italiano (Civitavecchia, n. 1972)
- Roberto Fischer, ex pallanuotista argentino (Buenos Aires, n. 1936)

## Pallavolisti(9)
- Roberto Braga, pallavolista italiano (Piove di Sacco, n. 1984)
- Roberto Cazzaniga, pallavolista italiano (Milano, n. 1979)
- Roberto Muñiz, pallavolista portoricano (Yauco, n. 1980)
- Roberto Pérez, pallavolista portoricano (n. 1995)
- Roberto Piazza, ex pallavolista e allenatore di pallavolo italiano (Parma, n. 1968)
- Roberto Pietrelli, ex pallavolista italiano (Fano, n. 1971)
- Roberto Ramírez, pallavolista portoricano (Guaynabo, n. 1992)
- Roberto Romiti, pallavolista italiano (Fermo, n. 1983)
- Roberto Russo, pallavolista italiano (Palermo, n. 1997)

## Partigiani(5)
- Roberto Costa, partigiano, giornalista e scrittore italiano (Gravellona Toce, n. 1920 - Milano, † 1985)
- Roberto Di Ferro, partigiano e operaio italiano (Malvicino, n. 1930 - Pieve di Teco, † 1945)
- Roberto Lucifero d'Aprigliano, partigiano, avvocato e politico italiano (Roma, n. 1903 - Roma, † 1993)
- Roberto Moscardini, partigiano italiano (Castelfranco Emilia, n. 1921 - Castelfranco Emilia, † 1944)
- Roberto Vatteroni, partigiano e politico italiano (Avenza, n. 1921 - Roma, † 2008)

## Patriarchi cattolici(2)
- Roberto di Nantes, patriarca cattolico francese (Saintonge - † 1254)
- Roberto Vicentini, patriarca cattolico italiano (L'Aquila, n. 1878 - Roma, † 1953)

## Patrioti(2)
- Roberto Galli, patriota, politico e editore italiano (Chioggia, n. 1840 - Bergamo, † 1931)
- Roberto Marin, patriota italiano (Rovolon, n. 1829 - † 1886)

## Pattinatori artistici a rotelle(1)
- Roberto Riva, pattinatore artistico a rotelle italiano (Monza, n. 1986)

## Pattinatori di short track(3)
- Roberto Peretti, ex pattinatore di short track italiano (Torino, n. 1966)
- Roberto Puķītis, pattinatore di short track lettone (Ventspils, n. 1994)
- Roberto Serra, ex pattinatore di short track italiano (Gignod, n. 1982)

## Pattinatori di velocità su ghiaccio(1)
- Roberto Sighel, ex pattinatore di velocità su ghiaccio italiano (Baselga di Piné, n. 1967)

## Pedagogisti(2)
- Roberto Maragliano, pedagogista italiano (Genova, n. 1946)
- Roberto Mazzetti, pedagogista italiano (Loiano, n. 1908 - Salerno, † 1981)

## Pentatleti(2)
- Roberto Curcio, pentatleta italiano (Alessandria d'Egitto, n. 1912 - Roma, † 1992)
- Roberto Micheli, pentatleta italiano (n. 1997)

## Personaggi televisivi(1)
- Roberto Da Crema, personaggio televisivo italiano (Milano, n. 1953)

## Pianisti(13)
- Roberto Cappello, pianista italiano (Campi Salentina, n. 1951)
- Roberto Carnevale, pianista, direttore d'orchestra e compositore italiano (Catania, n. 1966)
- Roberto Cominati, pianista italiano (Napoli, n. 1969)
- Roberto Esposito, pianista e compositore italiano (Tricase, n. 1984)
- Roberto Fogu, pianista e cantante italiano (Roma, n. 1936 - Copenaghen, † 1995)
- Roberto Giordano, pianista italiano (Tropea, n. 1981)
- Roberto Magris, pianista, compositore e arrangiatore italiano (Trieste, n. 1959)
- Roberto Negri, pianista, arrangiatore e compositore italiano (Milano, n. 1940 - Milano, † 2006)
- Roberto Plano, pianista italiano (Varese, n. 1978)
- Roberto Pregadio, pianista e paroliere italiano (Catania, n. 1928 - Roma, † 2010)
- Roberto Prosseda, pianista italiano (Latina, n. 1975)
- Roberto Szidon, pianista brasiliano (Porto Alegre, n. 1941 - Düsseldorf, † 2011)
- Roberto Zanetti, pianista e compositore italiano (Lazise, n. 1957)

## Piloti automobilistici(13)
- Roberto Bonomi, pilota automobilistico argentino (Buenos Aires, n. 1919 - Buenos Aires, † 1992)
- Roberto Bussinello, pilota automobilistico italiano (Pistoia, n. 1927 - Vicenza, † 1999)
- Roberto Cambiaghi, pilota automobilistico italiano (Milano, n. 1947 - Milano, † 2016)
- Roberto Colciago, pilota automobilistico italiano (Saronno, n. 1968)
- Roberto González Valdés, pilota automobilistico messicano (Città del Messico, n. 1976)
- Roberto Guerrero, pilota automobilistico colombiano (Medellín, n. 1958)
- Roberto Lacorte, pilota automobilistico e imprenditore italiano (Pisa, n. 1968)
- Roberto Lippi, pilota automobilistico italiano (Roma, n. 1926 - Anzio, † 2011)
- Roberto Merhi, pilota automobilistico spagnolo (Castellón de la Plana, n. 1991)
- Roberto Mieres, pilota automobilistico argentino (Mar del Plata, n. 1924 - Punta del Este, † 2012)
- Roberto Moreno, ex pilota automobilistico brasiliano (Rio de Janeiro, n. 1959)
- Roberto Ravaglia, ex pilota automobilistico italiano (Venezia, n. 1957)
- Roberto Vallone, pilota automobilistico italiano (Galatina, n. 1915 - Galatina, † 2001)

## Piloti di rally(3)
- Roberto Bauce, pilota di rally italiano (Ponte San Nicolò, n. 1945 - Padova, † 2022)
- Roberto Daprà, pilota di rally italiano (Trento, n. 2001)
- Roberto Viganò, pilota di rally italiano (Premosello, n. 1961)

## Piloti motociclistici(8)
- Roberto Colombo, pilota motociclistico italiano (Casatenovo, n. 1927 - Stavelot, † 1957)
- Roberto Gallina, pilota motociclistico italiano (La Spezia, n. 1940)
- Roberto Lacalendola, pilota motociclistico italiano (Torino, n. 1988)
- Roberto Locatelli, pilota motociclistico italiano (Bergamo, n. 1974)
- Roberto Patrignani, pilota motociclistico, giornalista e scrittore italiano (Firenze, n. 1935 - Milano, † 2008)
- Robertino Pietri, pilota motociclistico venezuelano (Puerto La Cruz, n. 1985)
- Roberto Rolfo, pilota motociclistico italiano (Torino, n. 1980)
- Roberto Tamburini, pilota motociclistico italiano (Rimini, n. 1991)

## Pirati(1)
- Roberto Cofresí, pirata portoricano (Cabo Rojo, n. 1791 - San Juan, † 1825)

## Pistard(2)
- Roberto Calovi, ex pistard e ciclista su strada italiano (Mezzolombardo, n. 1963)
- Roberto Chiappa, ex pistard italiano (Terni, n. 1973)

## Pittori(26)
- Roberto Aguerre, pittore e scultore uruguaiano (Montevideo)
- Roberto Anfossi, pittore, scultore e ceramista italiano (Sanremo, n. 1950)
- Roberto Iras Baldessari, pittore e incisore italiano (Innsbruck, n. 1894 - Roma, † 1965)
- Roberto Barni, pittore e scultore italiano (Pistoia, n. 1939)
- Roberto Bernardi, pittore italiano (Todi, n. 1974)
- Roberto Bompiani, pittore e scultore italiano (Roma, n. 1821 - Roma, † 1908)
- Roberto Carignani, pittore italiano (Napoli, n. 1894 - Napoli, † 1975)
- Roberto Cenci, pittore italiano (Roma, n. 1915 - Albano Laziale, † 1989)
- Roberto Corsini, pittore, intarsiatore e fotografo italiano (Siena, n. 1894 - Siena, † 1945)
- Roberto Crippa, pittore, scultore e aviatore italiano (Monza, n. 1921 - Bresso, † 1972)
- Roberto De Robertis, pittore italiano (Gravina in Puglia, n. 1910 - Bari, † 1978)
- Roberto Fantuzzi, pittore italiano (Reggio Emilia, n. 1899 - Caracas, † 1976)
- Roberto Ferri, pittore italiano (Taranto, n. 1978)
- Roberto Ferruzzi, pittore italiano (Sebenico, n. 1853 - Venezia, † 1934)
- Roberto Franzoni, pittore, scultore e grafico italiano (n. 1882 - † 1960)
- Roberto Guastalla, pittore italiano (Parma, n. 1855 - Viarolo, † 1912)
- Roberto Lemmi, pittore, illustratore e fumettista italiano (Firenze, n. 1901 - Firenze, † 1971)
- Roberto Loyola, pittore, regista e produttore cinematografico italiano (Roma, n. 1937 - Soriano nel Cimino, † 2000)
- Roberto Manni, pittore italiano (San Pancrazio Salentino, n. 1912 - Lecce, † 2003)
- Roberto Masi, pittore italiano (Firenze, n. 1940 - Firenze, † 2011)
- Roberto Matta, pittore e architetto cileno (Santiago del Cile, n. 1911 - Civitavecchia, † 2002)
- Roberto Melli, pittore e scultore italiano (Ferrara, n. 1885 - Roma, † 1958)
- Roberto Nonveiller, pittore, critico d'arte e mercante d'arte italiano (Spalato, n. 1917 - Milano, † 1959)
- Roberto Panichi, pittore e scrittore italiano (Cuneo, n. 1937 - Impruneta, † 2022)
- Roberto da Montevarchi, pittore italiano (Montevarchi, n. 1460 - Montevarchi, † 1522)
- Roberto d'Oderisio, pittore italiano (Napoli, † 1382)

## Poeti(8)
- Roberto Amato, poeta italiano (Viareggio, n. 1953)
- Roberto Carifi, poeta, traduttore e filosofo italiano (Pistoia, n. 1948)
- Roberto Coppini, poeta e imprenditore italiano (Firenze, n. 1927 - Firenze, † 2013)
- Roberto Deidier, poeta e saggista italiano (Roma, n. 1965)
- Roberto Juarroz, poeta argentino (Coronel Dorrego, n. 1925 - Buenos Aires, † 1995)
- Roberto Mussapi, poeta, scrittore e traduttore italiano (Cuneo, n. 1952)
- Roberto Rebora, poeta, traduttore e critico teatrale italiano (Milano, n. 1910 - Milano, † 1992)
- Roberto Rossi Precerutti, poeta, scrittore e saggista italiano (Torino, n. 1953)

## Polistrumentisti(1)
- Roberto Terzani, polistrumentista italiano (Siena, n. 1957)

## Politologi(2)
- Roberto D'Alimonte, politologo italiano (San Giovanni Teatino, n. 1947)
- Roberto Ruffilli, politologo e politico italiano (Forlì, n. 1937 - Forlì, † 1988)

## Poliziotti(3)
- Roberto Antiochia, poliziotto italiano (Terni, n. 1962 - Palermo, † 1985)
- Roberto Iavarone, poliziotto italiano (Roma, n. 1964 - Fiumicino, † 1984)
- Roberto Mancini, poliziotto italiano (Roma, n. 1960 - Perugia, † 2014)

## Presbiteri(5)
- Roberto Angeli, presbitero italiano (Schio, n. 1913 - Livorno, † 1978)
- Roberto Campisi, presbitero italiano (Siracusa, n. 1978)
- Roberto Malgesini, presbitero italiano (Morbegno, n. 1969 - Como, † 2020)
- Roberto Sardelli, presbitero e scrittore italiano (Pontecorvo, n. 1935 - Pontecorvo, † 2019)
- Roberto Zavalloni, presbitero, pedagogista e psicologo italiano (Cervia, n. 1920 - Bologna, † 2008)

## Principi(4)
- Roberto d'Orléans, principe e militare francese (Parigi, n. 1840 - Saint-Firmin, † 1910)
- Roberto di Taranto, principe (Napoli, † 1364)
- Roberto II di Capua, principe normanno (Palermo)
- Roberto di Württemberg, principe tedesco (Merano, n. 1873 - Altshausen, † 1947)

## Procuratori sportivi(1)
- Roberto de Assis Moreira, procuratore sportivo e ex calciatore brasiliano (Porto Alegre, n. 1971)

## Produttori cinematografici(4)
- Roberto Amoroso, produttore cinematografico, sceneggiatore e regista italiano (Napoli, n. 1911 - Napoli, † 1994)
- Roberto Andreucci, produttore cinematografico, produttore televisivo e attore italiano (Todi, n. 1965)
- Roberto Cicutto, produttore cinematografico italiano (Venezia, n. 1948)
- Roberto Sessa, produttore cinematografico e produttore televisivo italiano (Milano, n. 1959)

## Produttori discografici(2)
- Roberto Dané, produttore discografico, arrangiatore e paroliere italiano (La Spezia, n. 1937 - Reggio Emilia, † 2003)
- Roberto Ferrante, produttore discografico italiano (Napoli, n. 1965)

## Psichiatri(1)
- Roberto Assagioli, psichiatra e teosofo italiano (Venezia, n. 1888 - Capolona, † 1974)

## Pugili(6)
- Roberto Balado, pugile cubano (Jovellanos, n. 1969 - L'Avana, † 1994)
- Roberto Cammarelle, ex pugile italiano (Milano, n. 1980)
- Roberto Cocco, pugile e kickboxer italiano (Torino, n. 1977)
- Roberto Durán, ex pugile panamense (Panama, n. 1951)
- Roberto García, pugile messicano (Reynosa, n. 1980)
- Roberto Proietti, pugile italiano (Roma, n. 1921 - Ladispoli, † 1988)

## Registi(28)
- Roberto Andò, regista, sceneggiatore e scrittore italiano (Palermo, n. 1959)
- Roberto Bianchi Montero, regista, sceneggiatore e attore italiano (Roma, n. 1907 - Valmontone, † 1986)
- Roberto Burchielli, regista, sceneggiatore e autore televisivo italiano (Milano, n. 1966)
- Roberto Capucci, regista, sceneggiatore e musicista italiano (Roma, n. 1975)
- Roberto Castón, regista e sceneggiatore spagnolo (La Coruña, n. 1973)
- Roberto Cenci, regista televisivo e autore televisivo italiano (Milano, n. 1960)
- Roberto Cimpanelli, regista, sceneggiatore e produttore cinematografico italiano (Roma)
- Roberto Cinardi, regista, autore televisivo e sceneggiatore italiano (Roma, n. 1981)
- Roberto Danesi, regista e produttore cinematografico italiano († 1915)
- Roberto De Feo, regista e sceneggiatore italiano (Bari, n. 1981)
- Roberto De Paolis, regista e fotografo italiano (Roma, n. 1980)
- Roberto Faenza, regista e sceneggiatore italiano (Torino, n. 1943)
- Roberto Gasparro, regista cinematografico e sceneggiatore italiano (Moncalieri, n. 1975)
- Roberto Gavaldón, regista e sceneggiatore messicano (Jiménez, n. 1909 - Città del Messico, † 1986)
- Roberto Gavioli, regista cinematografico italiano (Milano, n. 1926 - Milano, † 2007)
- Roberto Infascelli, regista, sceneggiatore e produttore cinematografico italiano (Roma, n. 1938 - Francia, † 1977)
- Roberto Lione, regista televisivo, sceneggiatore e produttore cinematografico italiano (Roma, n. 1941 - Udine, † 2017)
- Roberto Malenotti, regista e sceneggiatore italiano (Pisa, n. 1939)
- Roberto Minervini, regista e sceneggiatore italiano (Fermo, n. 1970)
- Roberto Nanni, regista italiano (Bologna, n. 1960)
- Roberto Omegna, regista, sceneggiatore e direttore della fotografia italiano (Torino, n. 1876 - Torino, † 1948)
- Roberto Pacini, regista e drammaturgo italiano (Firenze, n. 1967)
- Roberto Pariante, regista italiano (Napoli, n. 1932 - Roma, † 2009)
- Roberto Petrocchi, regista e sceneggiatore italiano (Roma, n. 1956)
- Roberto Rossellini, regista, sceneggiatore e produttore cinematografico italiano (Roma, n. 1906 - Roma, † 1977)
- Roberto Russo, regista, sceneggiatore e fotografo italiano (Roma, n. 1947)
- Roberto Savarese, regista e sceneggiatore italiano (Roma, n. 1910 - Roma, † 1996)
- Roberto Torelli, regista italiano (Roma, n. 1958)

## Registi teatrali(4)
- Roberto Bacci, regista teatrale italiano (Pisa, n. 1949)
- Roberto De Simone, regista teatrale, compositore e musicologo italiano (Napoli, n. 1933 - Napoli, † 2025)
- Roberto Guicciardini, regista teatrale italiano (Firenze, n. 1933 - San Gimignano, † 2017)
- Roberto Veller, regista teatrale italiano (Vicenza, n. 1933 - Roma, † 1993)

## Religiosi(4)
- Roberto Brunelli, religioso, scrittore e critico d'arte italiano (Piubega, n. 1938 - Mantova, † 2022)
- Roberto Genuin, religioso italiano (Falcade, n. 1961)
- Roberto Pasolini, religioso, presbitero e predicatore italiano (Milano, n. 1971)
- Roberto di Tombalena, religioso francese (n. 1010)

## Rivoluzionari(1)
- Roberto Rodríguez Fernández, rivoluzionario e guerrigliero cubano (Morón, n. 1935 - Santa Clara, † 1958)

## Rugbisti a 15(10)
- Roberto Canessa, ex rugbista a 15 e politico uruguaiano (Montevideo, n. 1953)
- Roberto Favaro, ex rugbista a 15 e allenatore di rugby a 15 italiano (Venezia, n. 1965)
- Roberto Grau, ex rugbista a 15, allenatore di rugby a 15 e imprenditore argentino (Buenos Aires, n. 1970)
- Roberto Luise, ex rugbista a 15 italiano (Padova, n. 1938)
- Roberto Mariani, ex rugbista a 15 e rugbista a 7 italiano (Vittorio Veneto, n. 1984)
- Roberto Pedrazzi, ex rugbista a 15 italiano (Modena, n. 1976)
- Roberto Quartaroli, ex rugbista a 15 italiano (L'Aquila, n. 1988)
- Roberto Saetti, ex rugbista a 15 e chirurgo italiano (Padova, n. 1967)
- Roberto Santamaria, rugbista a 15 e allenatore di rugby a 15 italiano (Messina, n. 1986)
- Robert Sidoli, ex rugbista a 15 gallese (Merthyr Tydfil, n. 1979)

## Saggisti(1)
- Roberto Melchionda, saggista, giornalista e politico italiano (Brescia, n. 1927 - Sovere, † 2020)

## Saltatori con gli sci(2)
- Roberto Cecon, saltatore con gli sci italiano (Gemona del Friuli, n. 1971)
- Roberto Dellasega, ex saltatore con gli sci italiano (Cavalese, n. 1990)

## Santi(1)
- Roberto di Bury, santo inglese (Bury St Edmunds, † 1181)

## Sassofonisti(2)
- Roberto Manuzzi, sassofonista italiano (Roma, n. 1956)
- Roberto Ottaviano, sassofonista italiano (Bari, n. 1957)

## Scacchisti(6)
- Roberto Cifuentes Parada, scacchista cileno (Santiago del Cile, n. 1957)
- Roberto Cosulich, scacchista italiano (Venezia, n. 1946 - Perù)
- Roberto Grau, scacchista argentino (Buenos Aires, n. 1900 - Buenos Aires, † 1944)
- Roberto Messa, scacchista italiano (Brescia, n. 1957)
- Roberto Mogranzini, scacchista e dirigente sportivo italiano (Carpi, n. 1983)
- Roberto Primavera, scacchista italiano (Pisa, n. 1941)

## Sceneggiatori(4)
- Roberto Aguirre-Sacasa, sceneggiatore, drammaturgo e fumettista nicaraguense (Managua, n. 1973)
- Roberto Gianviti, sceneggiatore e scrittore italiano (Ancona, n. 1924 - Roma, † 1999)
- Roberto Orci, sceneggiatore, produttore cinematografico e produttore televisivo messicano (Città del Messico, n. 1973 - Los Angeles, † 2025)
- Berto Pelosso, sceneggiatore e regista italiano (Roma, n. 1934 - Roma, † 2019)

## Schermidori(8)
- Roberto Battaglia, schermidore italiano (Milano, n. 1909 - Milano, † 1965)
- Roberto Cantero, schermidore spagnolo (n. 1977)
- Roberto Ferrari, schermidore italiano (Roma, n. 1923 - Roma, † 1996)
- Roberto Larraz, schermidore argentino (Buenos Aires, n. 1898 - Buenos Aires, † 1978)
- Roberto Lowy, ex schermidore cileno
- Roberto Manzi, ex schermidore italiano (Rimini, n. 1959)
- Roberto Marson, schermidore italiano (Pasiano di Pordenone, n. 1944 - † 2011)
- Roberto Mañalich, schermidore cubano (L'Avana, n. 1906)

## Sciatori alpini(7)
- Roberto Burini, sciatore alpino italiano (Lecco, n. 1958 - Lecco, † 1978)
- Roberto Erlacher, ex sciatore alpino italiano (Corvara in Badia, n. 1963)
- Roberto Grigis, ex sciatore alpino italiano (Alzano Lombardo, n. 1962)
- Roberto Lacedelli, sciatore alpino e saltatore con gli sci italiano (Cortina d'Ampezzo, n. 1919 - † 1983)
- Roberto Nani, ex sciatore alpino italiano (Sondalo, n. 1988)
- Roberto Siorpaes, ex sciatore alpino e allenatore di sci alpino italiano (Cortina d'Ampezzo, n. 1936)
- Roberto Spampatti, ex sciatore alpino italiano (n. 1965)

## Scrittori(36)
- Roberto Alajmo, scrittore, giornalista e drammaturgo italiano (Palermo, n. 1959)
- Roberto Arlt, scrittore, drammaturgo e giornalista argentino (Buenos Aires, n. 1900 - Buenos Aires, † 1942)
- Roberto Bertoldo, scrittore italiano (Chivasso, n. 1957)
- Roberto Bolaño, scrittore, poeta e saggista cileno (Santiago del Cile, n. 1953 - Barcellona, † 2003)
- Roberto Calasso, scrittore e editore italiano (Firenze, n. 1941 - Milano, † 2021)
- Roberto Cazzola, scrittore, germanista e traduttore italiano (Torino, n. 1953)
- Roberto Costantini, scrittore italiano (Tripoli, n. 1952)
- Roberto Cotroneo, scrittore, giornalista e critico letterario italiano (Alessandria, n. 1961)
- Roberto De Monticelli, scrittore, giornalista e critico teatrale italiano (Firenze, n. 1919 - Milano, † 1987)
- Roberto Denti, scrittore italiano (Cremona, n. 1924 - Milano, † 2013)
- Roberto Di Marco, scrittore e saggista italiano (Palermo, n. 1937 - Bologna, † 2013)
- Roberto Emanuelli, scrittore italiano (Roma, n. 1978)
- Roberto Fernández Retamar, scrittore cubano (L'Avana, n. 1930 - L'Avana, † 2019)
- Roberto Ferrucci, scrittore italiano (Marghera, n. 1960)
- Roberto Genovesi, scrittore e giornalista italiano (Roma, n. 1965)
- Roberto Giannoni, scrittore e poeta italiano (Genova, n. 1934 - Milano, † 2016)
- Roberto Goracci, scrittore italiano (Roma, n. 1966)
- Roberto Leoni, scrittore, sceneggiatore e regista italiano (Roma, n. 1940 - Roma, † 2024)
- Roberto Mistretta, scrittore italiano (Mussomeli, n. 1963)
- Roberto Moliterni, scrittore e sceneggiatore italiano (Gioia del Colle, n. 1984)
- Roberto Parodi, scrittore, giornalista e conduttore televisivo italiano (Alessandria, n. 1963)
- Roberto Parpaglioni, scrittore italiano (Roma, n. 1954 - Roma, † 2014)
- Roberto Pasini, scrittore, critico d'arte e storico dell'arte italiano (Bologna, n. 1958)
- Roberto Paterlini, scrittore italiano (Brescia, n. 1981)
- Roberto Payró, scrittore e giornalista argentino (Mercedes, n. 1867 - Lomas de Zamora, † 1928)
- Roberto Pazzi, scrittore, poeta e giornalista italiano (Ameglia, n. 1946 - Ferrara, † 2023)
- Roberto Piumini, scrittore, poeta e autore televisivo italiano (Edolo, n. 1947)
- Roberto Quaglia, scrittore e critico letterario italiano (Genova, n. 1962)
- Roberto Quesada, scrittore, giornalista e politico honduregno (Olanchito, n. 1962)
- Berto Ricci, scrittore, poeta e giornalista italiano (Firenze, n. 1905 - Bir Gandula, † 1941)
- Roberto Roversi, scrittore, poeta e paroliere italiano (Bologna, n. 1923 - Bologna, † 2012)
- Roberto Sacchetti, scrittore e giornalista italiano (Torino, n. 1847 - Roma, † 1881)
- Roberto Santini, scrittore italiano (n. 1949 - † 2010)
- Roberto Saviano, scrittore, giornalista e sceneggiatore italiano (Napoli, n. 1979)
- Roberto Sturm, scrittore italiano (Ancona, n. 1959)
- Roberto Vigevani, scrittore, saggista e pittore italiano (Firenze, n. 1939)

## Scultori(3)
- Roberto Rebecchi, scultore, pittore e incisore italiano (San Felice sul Panaro, n. 1911 - Verona, † 1997)
- Roberto Terracini, scultore italiano (Torino, n. 1900 - Torino, † 1976)
- Roberto Tirelli, scultore italiano (Bologna, n. 1938)

## Siepisti(1)
- Roberto Volpi, ex siepista italiano (Firenze, n. 1952)

## Sindacalisti(1)
- Roberto Romei, sindacalista e politico italiano (Montevarchi, n. 1926 - Roma, † 2013)

## Sociologi(3)
- Roberto Cipriani, sociologo italiano (Rovato, n. 1945)
- Roberto Giammanco, sociologo, storico e saggista italiano (Pisa, n. 1926 - Roma, † 2013)
- Roberto Segatori, sociologo italiano (Foligno, n. 1947)

## Sollevatori(2)
- Roberto Urrutia, ex sollevatore cubano (n. 1957)
- Roberto Vezzani, ex sollevatore italiano (Pescia, n. 1942)

## Sondaggisti(1)
- Roberto Weber, sondaggista italiano (Trieste, n. 1952)

## Sovrani(6)
- Roberto I di Francia, re franco (n. 863 - Soissons, † 923)
- Roberto II di Francia, sovrano (Orléans, n. 972 - Melun, † 1031)
- Roberto II di Scozia, re scozzese (Paisley, n. 1316 - Dundonald, † 1390)
- Roberto III di Scozia, re scozzese (Scone, n. 1337 - Rothesay, † 1406)
- Roberto del Palatinato, sovrano tedesco (Amberg, n. 1352 - Oppenheim, † 1410)
- Roberto d'Angiò, re (Santa Maria Capua Vetere, n. 1278 - Napoli, † 1343)

## Sportivi(1)
- Roberto Accardi, sportivo italiano (Cagliari, n. 1970)

## Statistici(1)
- Roberto Bachi, statistico italiano (Roma, n. 1909 - Gerusalemme, † 1995)

## Stilisti(2)
- Roberto Capucci, stilista italiano (Roma, n. 1930)
- Roberto Cavalli, stilista italiano (Firenze, n. 1940 - Firenze, † 2024)

## Storici(20)
- Roberto Andreotti, storico italiano (Castiglione delle Stiviere, n. 1908 - Parma, † 1989)
- Roberto Balzani, storico e politico italiano (Forlì, n. 1961)
- Roberto Battaglia, storico e partigiano italiano (Roma, n. 1913 - Roma, † 1963)
- Roberto Calia, storico italiano (Alcamo, n. 1950)
- Roberto Cessi, storico e politico italiano (Rovigo, n. 1885 - Padova, † 1969)
- Roberto Chiarini, storico e politologo italiano (Carpenedolo, n. 1943)
- Roberto Finzi, storico italiano (Sansepolcro, n. 1941 - Bologna, † 2020)
- Roberto di Gloucester, storico britannico (n. 1260 - † 1300)
- Roberto Gremmo, storico, politico e giornalista italiano (Biella, n. 1950)
- Roberto Sabatino Lopez, storico italiano (Genova, n. 1910 - New Haven, † 1986)
- Roberto Mandel, storico e poeta italiano (Treviso, n. 1895 - Napoli, † 1963)
- Roberto de Mattei, storico italiano (Roma, n. 1948)
- Roberto Nicco, storico e politico italiano (Donnas, n. 1952)
- Roberto Palmarocchi, storico e giornalista italiano (Firenze, n. 1887 - † 1956)
- Roberto Pertici, storico italiano (Viareggio, n. 1952)
- Roberto Ridolfi, storico italiano (Firenze, n. 1899 - Firenze, † 1991)
- Roberto Rusconi, storico e saggista italiano (Varese, n. 1946)
- Roberto Valturio, storico italiano (Rimini, n. 1405 - † 1475)
- Roberto Vivarelli, storico italiano (Siena, n. 1929 - Roma, † 2014)
- Roberto Zapperi, storico e scrittore italiano (Catania, n. 1932)

## Storici dell'architettura(2)
- Roberto Gargiani, storico dell'architettura italiano (Poggio a Caiano, n. 1956)
- Roberto Pane, storico dell'architettura e architetto italiano (Taranto, n. 1897 - Sorrento, † 1987)

## Storici dell'arte(5)
- Roberto Ciardi, storico dell'arte italiano (Prato, n. 1938)
- Roberto Longhi, storico dell'arte e critico d'arte italiano (Alba, n. 1890 - Firenze, † 1970)
- Roberto Papini, storico dell'arte e storico dell'architettura italiano (Pistoia, n. 1883 - Modena, † 1957)
- Roberto Salvini, storico dell'arte e funzionario italiano (Firenze, n. 1912 - Firenze, † 1985)
- Roberto Tassi, storico dell'arte e critico d'arte italiano (Napoli, n. 1921 - Esine, † 1996)

## Storici della scienza(1)
- Roberto Bondì, storico della scienza e storico della filosofia italiano (Gela, n. 1968)

## Taekwondoka(1)
- Roberto Botta, taekwondoka italiano (Mercato San Severino, n. 1996)

## Tastieristi(1)
- Roberto Colombo, tastierista, arrangiatore e produttore discografico italiano (Milano, n. 1951)

## Tennisti(11)
- Roberto Argüello, ex tennista argentino (Rosario, n. 1963)
- Roberto Azar, ex tennista argentino (Lincoln, n. 1966)
- Roberto Bautista Agut, tennista spagnolo (Benlloc, n. 1988)
- Roberto Carballés Baena, tennista spagnolo (Tenerife, n. 1993)
- Roberto Carretero, ex tennista spagnolo (Madrid, n. 1975)
- Roberto Cid Subervi, tennista dominicano (Santo Domingo, n. 1993)
- Roberto Jabali, ex tennista brasiliano (Ribeirão Preto, n. 1970)
- Roberto Marcora, ex tennista italiano (Busto Arsizio, n. 1989)
- Roberto Maytín, ex tennista venezuelano (Valencia, n. 1989)
- Roberto Quiroz, tennista ecuadoriano (Guayaquil, n. 1992)
- Roberto Saad, ex tennista argentino (San Miguel de Tucumán, n. 1961)

## Tenori(3)
- Roberto Alagna, tenore francese (Clichy-sous-Bois, n. 1963)
- Roberto Saccà, tenore tedesco (Sendenhorst, n. 1961)
- Roberto Stagno, tenore italiano (Palermo, n. 1840 - Genova, † 1897)

## Teologi(5)
- Roberto Bellarmino, teologo, scrittore e cardinale italiano (Montepulciano, n. 1542 - Roma, † 1621)
- Roberto de' Bardi, teologo italiano (Firenze, n. 1290 - Parigi, † 1349)
- Roberto Grossatesta, teologo, scienziato e vescovo cattolico inglese (Stradbroke, n. 1175 - Buckden, † 1253)
- Roberto di Ketton, teologo, astronomo e arabista inglese
- Roberto d'Arbrissel, teologo francese (Arbrissel - Orsan, † 1117)

## Terroristi(4)
- Roberto Morandi, ex terrorista italiano (Firenze, n. 1960)
- Roberto Nistri, ex terrorista italiano (Roma, n. 1958)
- Roberto Rosso, ex terrorista italiano (n. 1949)
- Roberto Sandalo, terrorista italiano (Torino, n. 1957 - Parma, † 2014)

## Tiratori a segno(1)
- Roberto Di Donna, tiratore a segno italiano (Roma, n. 1968)

## Traduttori(3)
- Roberto di Chester, traduttore, matematico e astronomo inglese
- Roberto Fertonani, traduttore e saggista italiano (Rivarolo Mantovano, n. 1926 - Milano, † 2000)
- Roberto Gentili, traduttore italiano (Londra, n. 1590 - Londra, † 1655)

## Triplisti(1)
- Roberto Mazzucato, ex triplista italiano (Roma, n. 1954)

## Trovatori(1)
- Dalfi d'Alvernha, trovatore francese

## Tuffatori(1)
- Roberto Madrigal, tuffatore messicano (Città del Messico, n. 1941)

## Ultramaratoneti(1)
- Roberto Ghidoni, ultramaratoneta italiano (Brescia, n. 1952)

## Umanisti(1)
- Roberto de' Rossi, umanista italiano († 1417)

## Urbanisti(1)
- Roberto Guiducci, urbanista, sociologo e ingegnere italiano (Milano, n. 1923 - Milano, † 1998)

## Velisti(3)
- Roberto Molina, ex velista spagnolo (n. 1960)
- Roberto Moscatelli, velista italiano (Genova, n. 1895 - Genova, † 1980)
- Roberto Vencato, velista italiano (Brescia, n. 1952 - Trieste, † 2022)

## Velocisti(6)
- Roberto Donati, velocista italiano (Rieti, n. 1983)
- Roberto Penna, velocista italiano (Alessandria, n. 1886 - Solbiate, † 1963)
- Roberto Ribaud, ex velocista italiano (Taranto, n. 1961)
- Roberto Rigali, velocista italiano (Esine, n. 1995)
- Roberto Skyers, velocista cubano (n. 1991)
- Roberto Tozzi, ex velocista italiano (Roma, n. 1958)

## Vescovi cattolici(20)
- Roberto Amadei, vescovo cattolico italiano (Verdello, n. 1933 - Bergamo, † 2009)
- Roberto Bergamaschi, vescovo cattolico italiano (San Donato Milanese, n. 1954)
- Roberto Bonghi, vescovo cattolico italiano (Bergamo, † 1292)
- Roberto Busti, vescovo cattolico italiano (Busto Arsizio, n. 1940)
- Roberto Calai Marioni, vescovo cattolico italiano (Gualdo Tadino, n. 1842 - Gualdo Tadino, † 1920)
- Roberto Camilleri Azzopardi, vescovo cattolico e missionario maltese (Ħamrun, n. 1951 - Comayagua, † 2023)
- Roberto Campiotti, vescovo cattolico italiano (Varese, n. 1955)
- Roberto Campolo, vescovo cattolico italiano (Messina - † 1342)
- Roberto Costaguti, vescovo cattolico, umanista e oratore italiano (Livorno, n. 1732 - Sansepolcro, † 1818)
- Roberto di Courtenay, vescovo cattolico francese († 1279)
- Roberto Farinella, vescovo cattolico italiano (Castellamonte, n. 1968)
- Roberto Filippini, vescovo cattolico e biblista italiano (Vinci, n. 1948)
- Roberto Fornaciari, vescovo cattolico italiano (Reggio Emilia, n. 1963)
- Roberto Massimiliani, vescovo cattolico italiano (Falerone, n. 1905 - Roma, † 1975)
- Roberto del Palatinato, vescovo cattolico e generale tedesco (Heidelberg, n. 1481 - Landshut, † 1503)
- Roberto di Scone, vescovo cattolico inglese († 1159)
- Roberto del Palatinato-Simmern, vescovo cattolico tedesco (n. 1420 - † 1478)
- Roberto di Thourotte, vescovo cattolico francese (Fosses-la-Ville, † 1246)
- Roberto Rodríguez, vescovo cattolico argentino (Temperley, n. 1936 - Jesús María, † 2021)
- Roberto Tibaldeschi, vescovo cattolico italiano (Norcia, n. 1468 - Civitate, † 1517)

## Violinisti(1)
- Roberto Michelucci, violinista italiano (Livorno, n. 1922 - Reggello, † 2010)

## Virologi(1)
- Roberto Burioni, virologo, immunologo e divulgatore scientifico italiano (Pesaro, n. 1962)

## Wrestler(1)
- El Solitario, wrestler messicano (Yahualica de González Gallo, n. 1946 - Guadalajara, Jalisco, † 1986)

## Senza attività specificata(46)
- Roberto Acosta, ex pentatleta messicano (n. 1975)
- Roberto di Perche, conte francese (n. 1344 - † 1377)
- Roberto Bomprezzi, ex pentatleta italiano (Roma, n. 1962)
- Roberto Castellani, italiano (Prato, n. 1926 - Prato, † 2004)
- Roberto di Clermont, conte (n. 1256 - † 1317)
- Roberto Curti, storico del cinema, critico cinematografico e saggista italiano (Parma, n. 1971)
- Roberto Ferraris, ex tiratore a segno italiano (Napoli, n. 1952)
- Roberto Formigoni, ex politico italiano (Lecco, n. 1947)
- Roberto Franco, ex sciatore freestyle italiano (Biella, n. 1964)
- Roberto Mandelli, allenatore di rugby a 15 e ex rugbista a 15 italiano (Brescia, n. 1979)
- Roberto Manghi, allenatore di rugby a 15 e ex rugbista a 15 italiano (Parma, n. 1958)
- Roberto Mozzarelli, tecnico del suono italiano (Milano, n. 1961)
- Roberto Ognibene, ex brigatista italiano (Reggio Emilia, n. 1954)
- Roberto di Borgogna, conte (n. 1300 - Parigi, † 1317)
- Roberto II d'Artois, conte (Mansura, n. 1250 - Courtrai, † 1302)
- Roberto I d'Artois, conte (n. 1216 - Mansura, † 1250)
- Roberto VII d'Alvernia, conte († 1325)
- Roberto III di Fiandra, conte (n. 1249 - Ypres, † 1322)
- Roberto II di Loritello, conte
- Roberto di Mortain, conte (Normandia - Normandia, † 1090)
- Roberto di Vermandois, conte († 966)
- Roberto de Clari, cavaliere medievale e storico francese (Pernois)
- Roberto di Conversano, conte († 1113)
- Roberto I di Dreux, francese († 1188)
- Roberto I di Clermont, conte
- Roberto I d'Alvernia, conte
- Roberto II d'Alvernia, conte († 1096)
- Roberto III d'Alvernia, conte († 1145)
- Roberto di Montescaglioso, conte († 1080)
- Roberto di Selby (Selby - † 1152)
- Roberto IV d'Alvernia, conte († 1194)
- Roberto I del Palatinato, conte (Wolfratshausen, n. 1309 - Neustadt an der Weinstraße, † 1390)
- Roberto I di Borgogna, conte (Fleurey-sur-Ouche, † 1076)
- Roberto I di Fiandra, conte fiammingo (Castello di Wynendaele, † 1093)
- Roberto I di Parma, duca (Firenze, n. 1848 - Camaiore, † 1907)
- Roberto I di Troyes, conte († 886)
- Roberto II di Fiandra, cavaliere medievale normanno (Meaux, † 1111)
- Roberto II di Borgogna, duca (n. 1248 - Vernon-sur-Seine, † 1306)
- Roberto II di Normandia, cavaliere medievale normanno (Normandia - Castello di Cardiff, † 1134)
- Roberto III di Hesbaye, conte († 834)
- Roberto III di Loritello, conte normanno († 1182)
- Roberto V d'Alvernia, conte († 1277)
- Roberto VI d'Alvernia, conte († 1317)
- Roberto di Blois, conte († 902)
- Roberto Tamagnini, ex tiratore a segno sammarinese (San Marino, n. 1942)
- Roberto Vannozzi, ex tiratore a segno italiano (Viareggio, n. 1948)